# La última cena

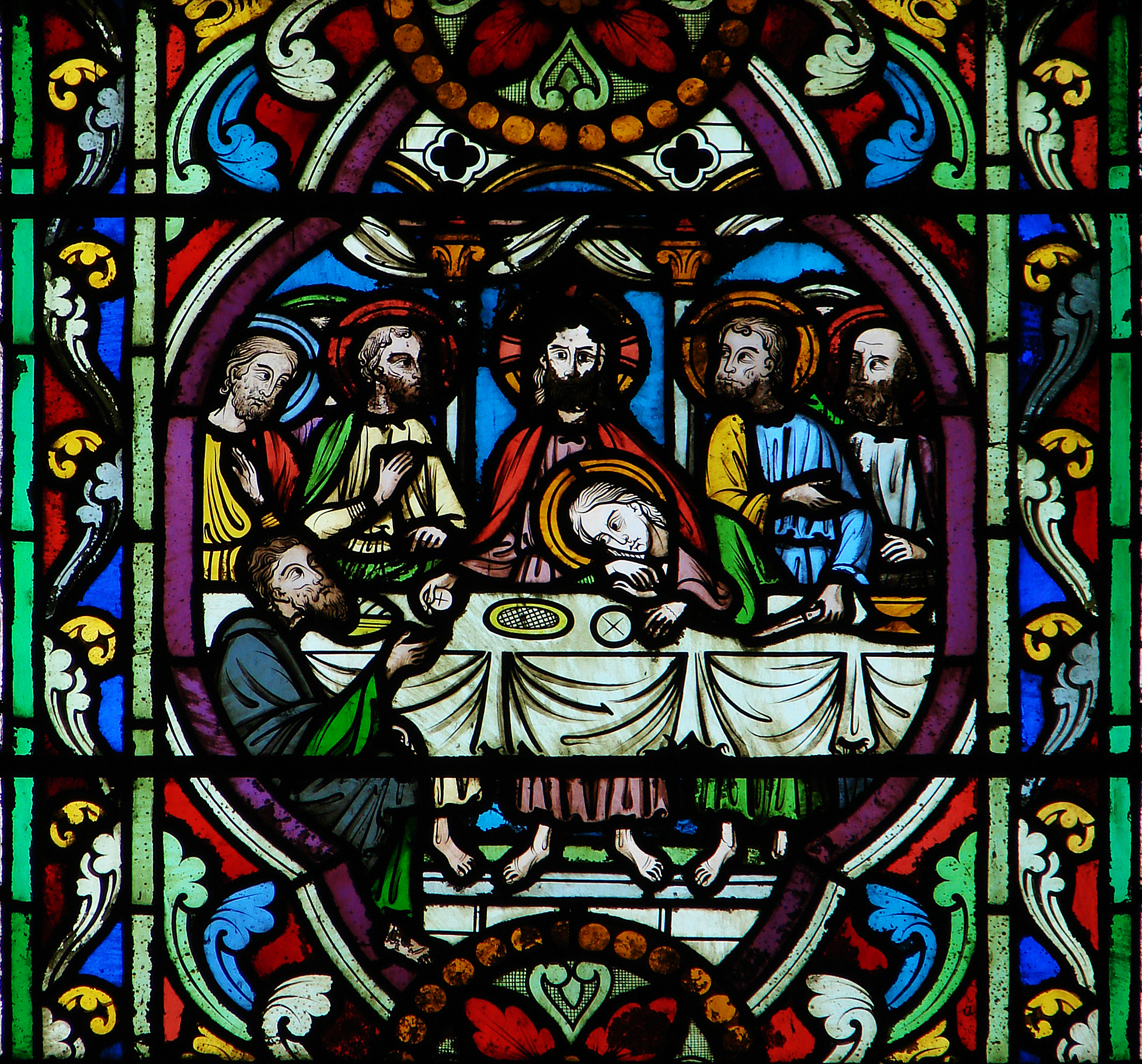
Vitral neogótico de la catedral de Meaux, en Francia.

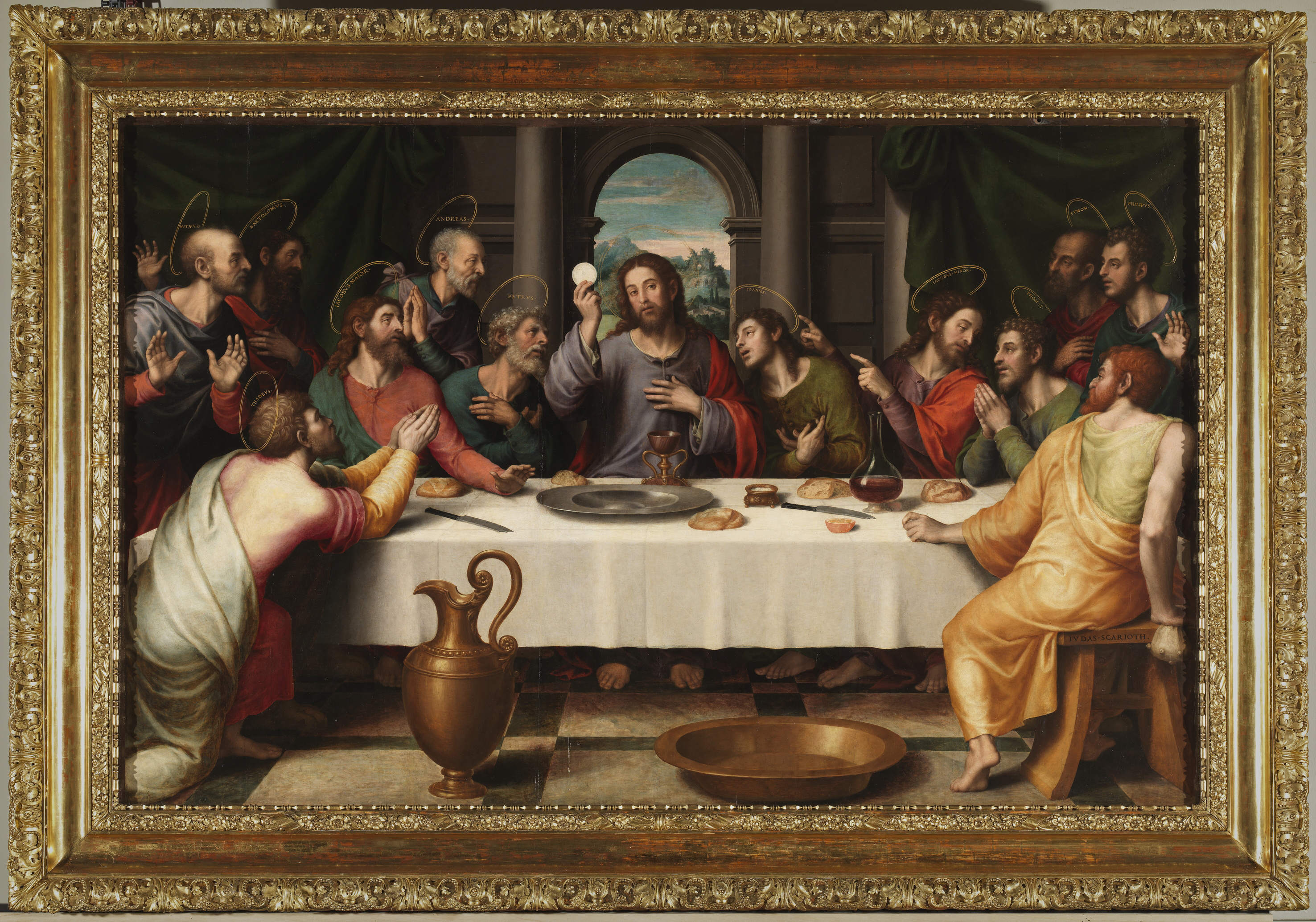
La última cena, de Juan de Juanes, c. 1562, óleo sobre tabla, 116 × 191 cm, Museo del Prado, Madrid.

La última cena (también, la sagrada cena) es la comida final que, en los relatos evangélicos, Jesús compartió con sus apóstoles en Jerusalén antes de su crucifixión.
La última cena es conmemorada por los cristianos, especialmente el Jueves Santo. La última cena provee de base bíblica a la eucaristía, también conocida como «sagrada comunión» o la «cena del Señor».
La Primera carta de Pablo a los corintios menciona la última cena. Los cuatro evangelios canónicos afirman que tuvo lugar en la semana de la Pascua, días después de la entrada triunfal en Jerusalén y poco antes de que Jesús fuese crucificado esa misma semana. Durante la comida, Jesús predijo que iba a ser traicionado por uno de los apóstoles presentes y que, antes de la mañana siguiente, Pedro iba a negar tres veces haberle conocido.
Los tres evangelios sinópticos y la Primera carta de Pablo a los corintios incluyen la narración de la institución de la eucaristía, en la cual Jesús tomó pan, lo partió y lo dio a los otros diciendo que era su «cuerpo» (los apóstoles no son mencionados explícitamente en la carta). El Evangelio de Juan no narra este hecho, pero cuenta que Jesús lavó los pies de los apóstoles (Juan 13:1-15) promulgando un mandamiento nuevo: «amaos los unos a los otros como yo os he amado» (Juan 13:33-35). Juan también relata un discurso de despedida, en el que llama a los apóstoles "amigos y no siervos", a medida que los prepara para su partida (Juan 14-17).

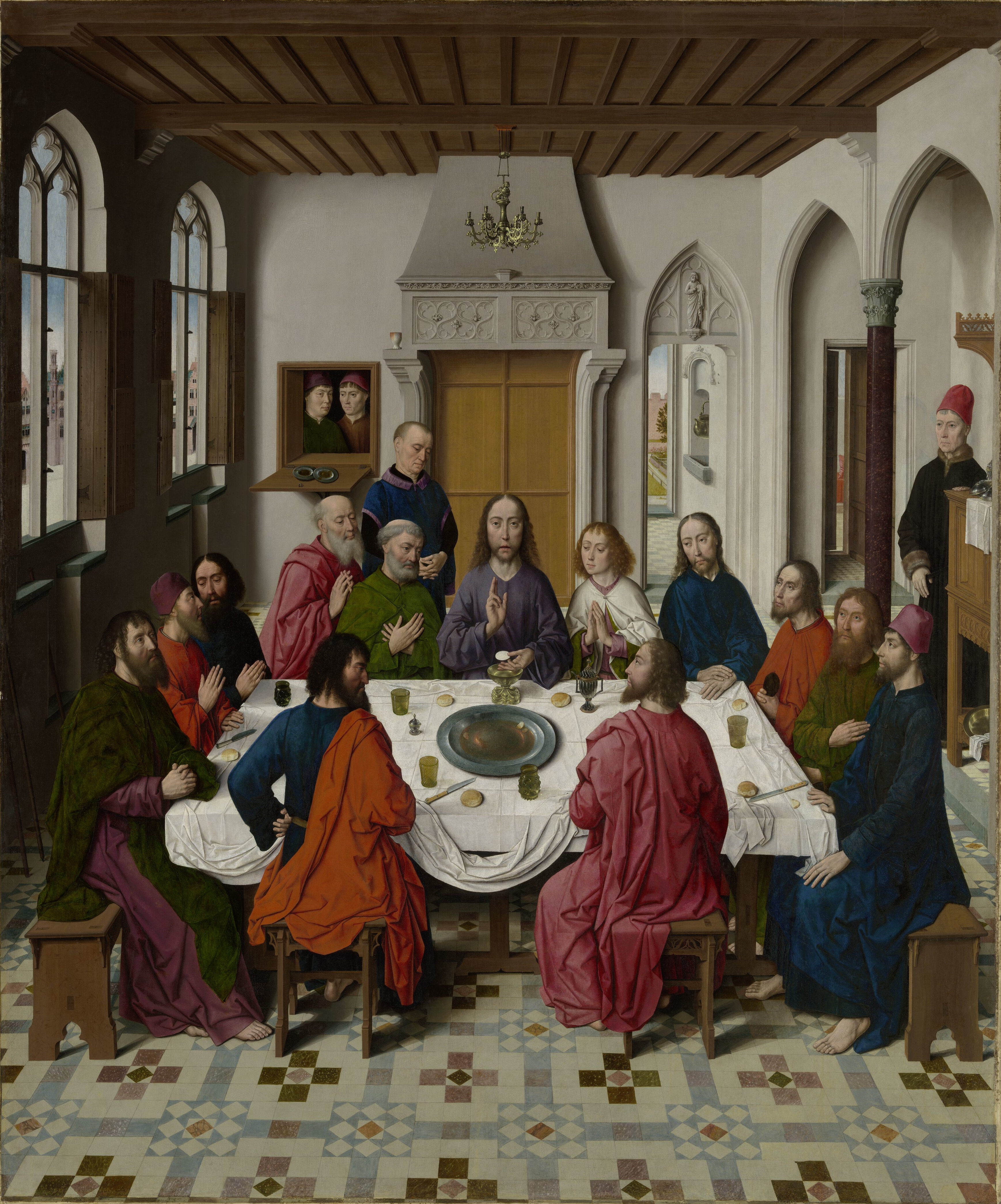
La última cena, de Dirk Bouts.

Algunos académicos han considerado que la última cena es la fuente de las primeras tradiciones eucarísticas cristianas. Otros han visto el relato de la última cena como algo derivado de la práctica eucarística del siglo I.
Algunas fuentes teológicas vinculan la última cena con la conmemoración del Seder, cena que se celebra durante la festividad de Pésaj. Otros, sin embargo, discrepan de esa relación, debido a la discrepancia de fechas sobre los hechos ocurridos en los Evangelios, y al hecho de que no se había instaurado esa cena hasta tiempo después de la existencia de Jesús.

## Terminología
El término "última cena" no aparece en el Nuevo Testamento, pero tradicionalmente muchos cristianos lo usan para referirse a ese suceso. Muchos protestantes usan el término «cena del Señor», argumentando que la palabra «última» sugiere que esta fue una de varias cenas y no la cena. El término «cena del Señor» hace referencia tanto al acontecimiento bíblico como al acto de la «sagrada comunión» y la celebración eucarística (de "acción de gracias") dentro de su liturgia. Los protestantes evangélicos también usan el término "última cena", pero la mayoría no usan el término «eucaristía» ni el de «sagrada comunión».
La Iglesia ortodoxa usa el término «cena mística» para referirse tanto al suceso bíblico como al acto de celebración eucarística dentro de la liturgia.

## Textos bíblicos

### Segúnsan Mateo(26; 17-35)
El primer día de los Ácimos se acercaron los discípulos a Jesús y le dijeron: —¿Dónde quieres que te preparemos la cena de Pascua? Jesús respondió: —Id a la ciudad, a casa de tal persona, y comunicadle: «El Maestro dice: “Mi tiempo está cerca; voy a celebrar en tu casa la Pascua con mis discípulos”». Los discípulos lo hicieron tal y como les había mandado Jesús, y prepararon la Pascua. Al anochecer se recostó a la mesa con los doce. Y cuando estaban cenando, dijo: —En verdad os digo que uno de vosotros me va a entregar. Y, muy entristecidos, comenzaron a decirle cada uno: —¿Acaso soy yo, Señor? Pero él respondió: —El que moja la mano conmigo en el plato, ése me va a entregar. Ciertamente el Hijo del Hombre se va, según está escrito sobre él; pero ¡ay de aquel hombre por quien es entregado el Hijo del Hombre! Más le valdría a ese hombre no haber nacido. Tomando la palabra Judas, el que iba a entregarlo, dijo: —¿Acaso soy yo, Rabbí? —Tú lo has dicho —le respondió. Mientras cenaban, Jesús tomó pan y, después de pronunciar la bendición, lo partió, se lo dio a sus discípulos y dijo: —Tomad y comed, esto es mi cuerpo. Y tomando el cáliz y habiendo dado gracias, se lo dio diciendo: —Bebed todos de él; porque ésta es mi sangre de la nueva alianza, que es derramada por muchos para remisión de los pecados. Os aseguro que desde ahora no beberé de este fruto de la vid hasta aquel día en que beba con vosotros el nuevo, en el Reino de mi Padre. Después de recitar el himno, salieron hacia el Monte de los Olivos. Entonces les dijo Jesús: —Todos vosotros os escandalizaréis esta noche por mi causa, pues escrito está: Heriré al pastor y se dispersarán las ovejas del rebaño. »Pero, después de que haya resucitado, iré delante de vosotros a Galilea. Pedro le respondió: —Aunque todos se escandalicen por tu causa, yo nunca me escandalizaré. Jesús le replicó: —En verdad te digo que esta misma noche, antes de que cante el gallo, me habrás negado tres veces. Pedro contestó: —Aunque tenga que morir contigo, jamás te negaré. Todos los discípulos dijeron lo mismo.

### Segúnsan Marcos(14; 12-31)
El primer día de los Ácimos, cuando sacrificaban el cordero pascual, le dicen sus discípulos: —¿Dónde quieres que vayamos a prepararte la cena de Pascua? Entonces envía dos de sus discípulos, y les dice: —Id a la ciudad y os saldrá al encuentro un hombre que lleva un cántaro de agua. Seguidle, 14y allí donde entre decidle al dueño de la casa: «El Maestro dice: “¿Dónde tengo la sala, donde pueda comer la Pascua con mis discípulos?”» Y él os mostrará una habitación en el piso de arriba, grande, ya lista y dispuesta. Preparádnosla allí. Y marcharon los discípulos, llegaron a la ciudad, lo encontraron todo como les había dicho, y prepararon la Pascua. Al anochecer, llega con los doce. Y cuando estaban recostados a la mesa cenando, Jesús dijo: —En verdad os digo que uno de vosotros me va a entregar: el que come conmigo. Comenzaron a entristecerse, y a decirle cada uno: —¿Acaso soy yo? Pero él les dijo: —Uno de los doce, el que moja conmigo en el plato. Ciertamente que el Hijo del Hombre se va, según está escrito sobre él; pero ¡ay de aquel hombre por quien es entregado el Hijo del Hombre! Más le valdría a ese hombre no haber nacido. Mientras cenaban, tomó pan y, después de pronunciar la bendición, lo partió, se lo dio a ellos y dijo: —Tomad, esto es mi cuerpo. Y tomando el cáliz, habiendo dado gracias, se lo dio y todos bebieron de él. Y les dijo: —Ésta es mi sangre de la nueva alianza, que es derramada por muchos. En verdad os digo que ya no beberé del fruto de la vid hasta aquel día, cuando beba el nuevo en el Reino de Dios. Después de recitar el himno, salieron hacia el Monte de los Olivos. Y les dijo Jesús: —Todos os escandalizaréis, porque está escrito: Heriré al pastor y se dispersarán las ovejas. »Pero, después de que haya resucitado, iré delante de vosotros a Galilea. Pedro le dijo: —Aunque todos se escandalicen, yo no. Jesús le responde: —En verdad te digo que tú hoy, esta misma noche, antes de que cante el gallo dos veces, me habrás negado tres. Pero él insistió: —Aunque tenga que morir contigo, jamás te negaré. Lo mismo decían todos.

### Segúnsan Lucas(22; 7-13)
Llegó el día de los Ácimos, en el que había que sacrificar el cordero pascual. Envió a Pedro y a Juan, diciéndoles: —Id a prepararnos la cena de Pascua. Ellos le dijeron: —¿Dónde quieres que la preparemos? Y les respondió: —Mirad, cuando entréis en la ciudad, os saldrá al encuentro un hombre que lleva un cántaro de agua. Seguidle hasta la casa en que entre, y decidle al dueño de la casa: «El Maestro te dice: “¿Dónde está la sala donde pueda comer la Pascua con mis discípulos?”» Y él os mostrará una habitación en el piso de arriba, grande, ya lista. Preparadla allí. Marcharon y lo encontraron todo como les había dicho y prepararon la Pascua. Cuando llegó la hora, se puso a la mesa y los apóstoles con él. Y les dijo: —Ardientemente he deseado comer esta Pascua con vosotros, antes de padecer, porque os digo que no la volveré a comer hasta que tenga su cumplimiento en el Reino de Dios'. Y tomando el cáliz, dio gracias y dijo: —Tomadlo y distribuidlo entre vosotros; pues os digo que a partir de ahora no beberé del fruto de la vid hasta que venga el Reino de Dios. Y tomando pan, dio gracias, lo partió y se lo dio diciendo: —Esto es mi cuerpo, que es entregado por vosotros. Haced esto en memoria mía. Y del mismo modo el cáliz, después de haber cenado, diciendo: —Este cáliz es la nueva alianza en mi sangre, que es derramada por vosotros. »Pero mirad que la mano del que me entrega está conmigo a la mesa. Porque el Hijo del Hombre se va, según está decretado; pero ¡ay de aquel hombre por quien es entregado! Y empezaron a preguntarse entre sí quién de ellos sería el que iba a hacer tal cosa. Entonces se suscitó entre ellos una disputa sobre quién sería considerado el mayor. Pero él les dijo: —Los reyes de las naciones las dominan, y los que tienen potestad sobre ellas son llamados bienhechores. Vosotros no seáis así; al contrario: que el mayor entre vosotros se haga como el menor, y el que manda como el que sirve. Porque ¿quién es mayor: el que está a la mesa o el que sirve? ¿No es el que está a la mesa? Sin embargo, yo estoy en medio de vosotros como quien sirve. »Vosotros sois los que habéis permanecido junto a mí en mis tribulaciones. Por eso yo os preparo un Reino como mi Padre me lo preparó a mí, para que comáis y bebáis a mi mesa en mi Reino, y os sentéis sobre tronos para juzgar a las doce tribus de Israel.

### Segúnsan Juan(13; 1-32)
La víspera de la fiesta de Pascua, como Jesús sabía que había llegado su hora de pasar de este mundo al Padre, habiendo amado a los suyos que estaban en el mundo, los amó hasta el fin. Y mientras celebraban la cena, cuando el diablo ya había sugerido en el corazón de Judas, hijo de Simón Iscariote, que lo entregara, como Jesús sabía que todo lo había puesto el Padre en sus manos y que había salido de Dios y a Dios volvía, se levantó de la cena, se quitó el manto, tomó una toalla y se la puso a la cintura. Después echó agua en una jofaina, y empezó a lavarles los pies a los discípulos y a secárselos con la toalla que se había puesto a la cintura. Llegó a Simón Pedro y éste le dijo: —Señor, ¿tú me vas a lavar a mí los pies? —Lo que yo hago no lo entiendes ahora —respondió Jesús—. Lo comprenderás después. Le dijo Pedro: —No me lavarás los pies jamás. —Si no te lavo, no tendrás parte conmigo —le respondió Jesús. Simón Pedro le replicó: —Entonces, Señor, no sólo los pies, sino también las manos y la cabeza. Jesús le dijo: —El que se ha bañado no tiene necesidad de lavarse más que los pies, porque todo él está limpio. Y vosotros estáis limpios, aunque no todos —como sabía quién le iba a entregar, por eso dijo: «No todos estáis limpios». Después de lavarles los pies se puso el manto, se recostó a la mesa de nuevo y les dijo: —¿Comprendéis lo que he hecho con vosotros? Vosotros me llamáis el Maestro y el Señor, y tenéis razón, porque lo soy. Pues si yo, que soy el Señor y el Maestro, os he lavado los pies, vosotros también debéis lavaros los pies unos a otros. Os he dado ejemplo para que, como yo he hecho con vosotros, también lo hagáis vosotros. En verdad, en verdad os digo: no es el siervo más que su señor, ni el enviado más que quien le envió. Si comprendéis esto y lo hacéis, seréis bienaventurados. No lo digo por todos vosotros: yo sé a quiénes elegí; sino para que se cumpla la Escritura: El que come mi pan levantó contra mí su talón. Os lo digo desde ahora, antes de que suceda, para que cuando ocurra creáis que yo soy. En verdad, en verdad os digo: quien recibe al que yo envíe, a mí me recibe; y quien a mí me recibe, recibe al que me ha enviado. Cuando dijo esto Jesús se conmovió en su espíritu, y declaró: —En verdad, en verdad os digo que uno de vosotros me va a entregar. Los discípulos se miraban unos a otros sin saber a quién se refería. Estaba recostado en el pecho de Jesús uno de los discípulos, el que Jesús amaba. Simón Pedro le hizo señas y le dijo: —Pregúntale quién es ése del que habla. Él, que estaba recostado sobre el pecho de Jesús, le dice: —Señor, ¿quién es? Jesús le responde: —Es aquel a quien dé el bocado que voy a mojar. Y después de mojar el bocado, se lo da a Judas, hijo de Simón Iscariote. Entonces, tras el bocado, entró en él Satanás. Y Jesús le dijo: —Lo que vas a hacer, hazlo pronto. Pero ninguno de los que estaban a la mesa entendió con qué fin le dijo esto, pues algunos pensaban que, como Judas tenía la bolsa, Jesús le decía: «Compra lo que necesitamos para la fiesta», o «da algo a los pobres». Aquél, después de tomar el bocado, salió enseguida. Era de noche. Cuando salió, dijo Jesús: —Ahora es glorificado el Hijo del Hombre y Dios es glorificado en él. Si Dios es glorificado en él, también Dios le glorificará a él en sí mismo; y pronto le glorificará.

## Base bíblica
La última cena que Jesús compartió con sus apóstoles es descrita en los cuatro evangelios canónicos (Mateo 26:17–30, Marcos 14:12–26, Lucas 22:7–39 y Juan 13:1–17:26) dentro de la semana de la Pascua. La última cena probablemente fue un recuento de cuanto ocurrió en la última comida de Jesús entre la comunidad cristiana primitiva, y se convirtió en un ritual que relataba esa comida.
La Primera carta de Pablo a los corintios (1 Corintios 11:23–26), que probablemente fue escrita antes de los evangelios, incluye una referencia a la última cena pero enfatiza la base teológica en lugar de dar una descripción detallada del acto o su trasfondo.
La narración general que se comparte en todos los relatos de los evangelios canónicos es que después de la entrada triunfal en Jerusalén y los encuentros con varias personas y los ancianos judíos, Jesús y sus discípulos comparten una comida. Después de la comida, Jesús es traicionado, arrestado, juzgado y luego crucificado.
Son momentos clave en la cena la preparación de los discípulos para la partida de Jesús, las predicciones sobre la traición inminente a Jesús y la predicción de las cercanas negaciones de Jesús por parte del apóstol Pedro.

En Mateo 26:24–25, Marcos 14:18–21, Lucas 22:21–23 y Juan 13:21–30, durante la comida, Jesús predijo que uno de los apóstoles presentes lo traicionaría.

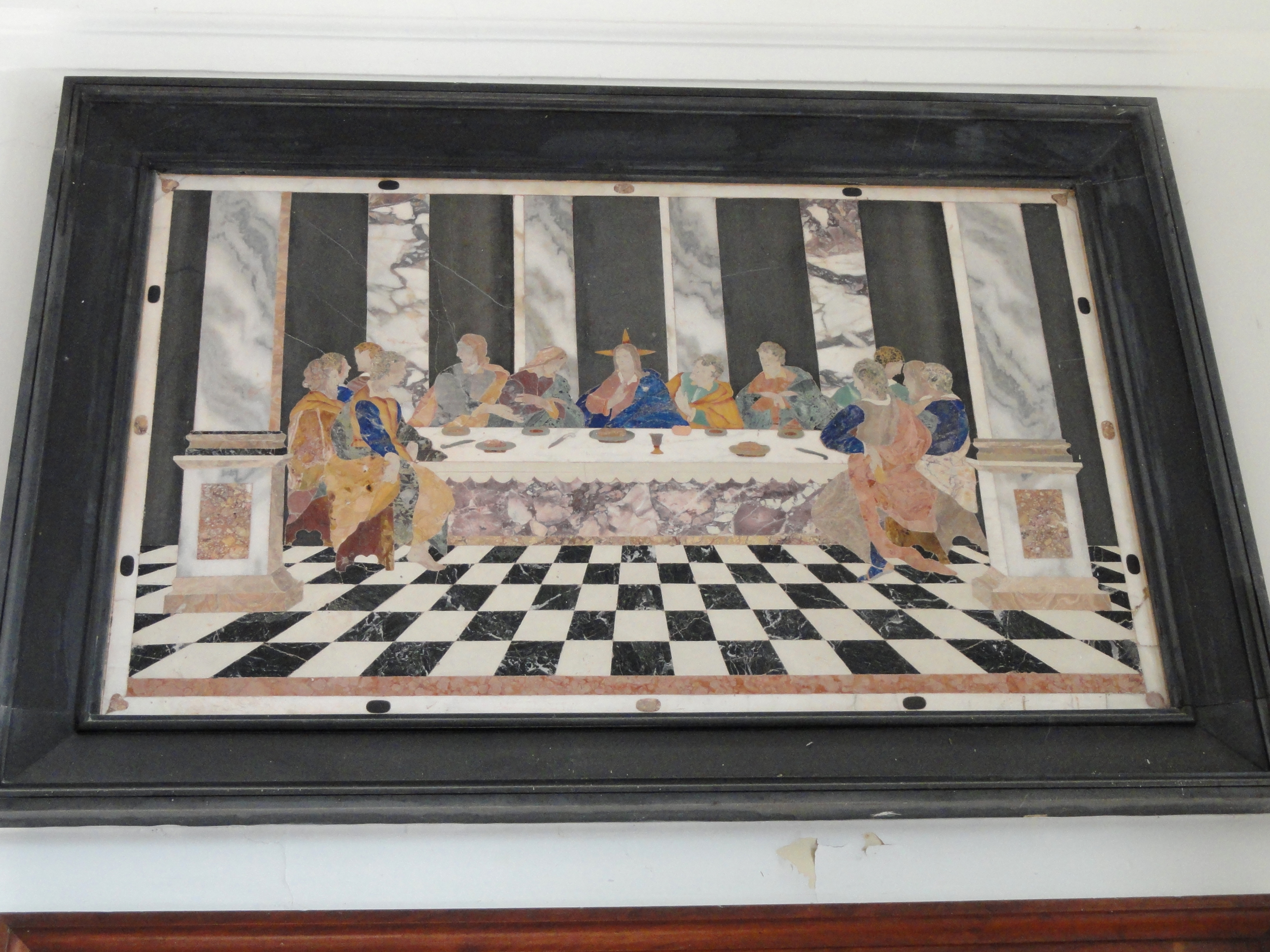
La última cena representada en taracea de pietre dure (arte lapidario u opus sectile). Capilla de la Villa Melzi, Bellagio, Italia.

Los relatos de los tres evangelios sinópticos describen la última cena como una cena de Pascua.
La institución de la eucaristía está registrada en los tres evangelios sinópticos y en la Primera epístola de Pablo a los corintios. Hay registro de la celebración de la eucaristía por parte de la comunidad cristiana primitiva en Jerusalén.

Las palabras de Jesús en la institución de la eucaristía difieren ligeramente en cada relato. Además, Lucas 22:19b–20 es un texto en disputa que no aparece en algunos de los primeros manuscritos de Lucas. Algunos académicos, por lo tanto, creen que es una interpolación, mientras que otros han argumentado que es original.

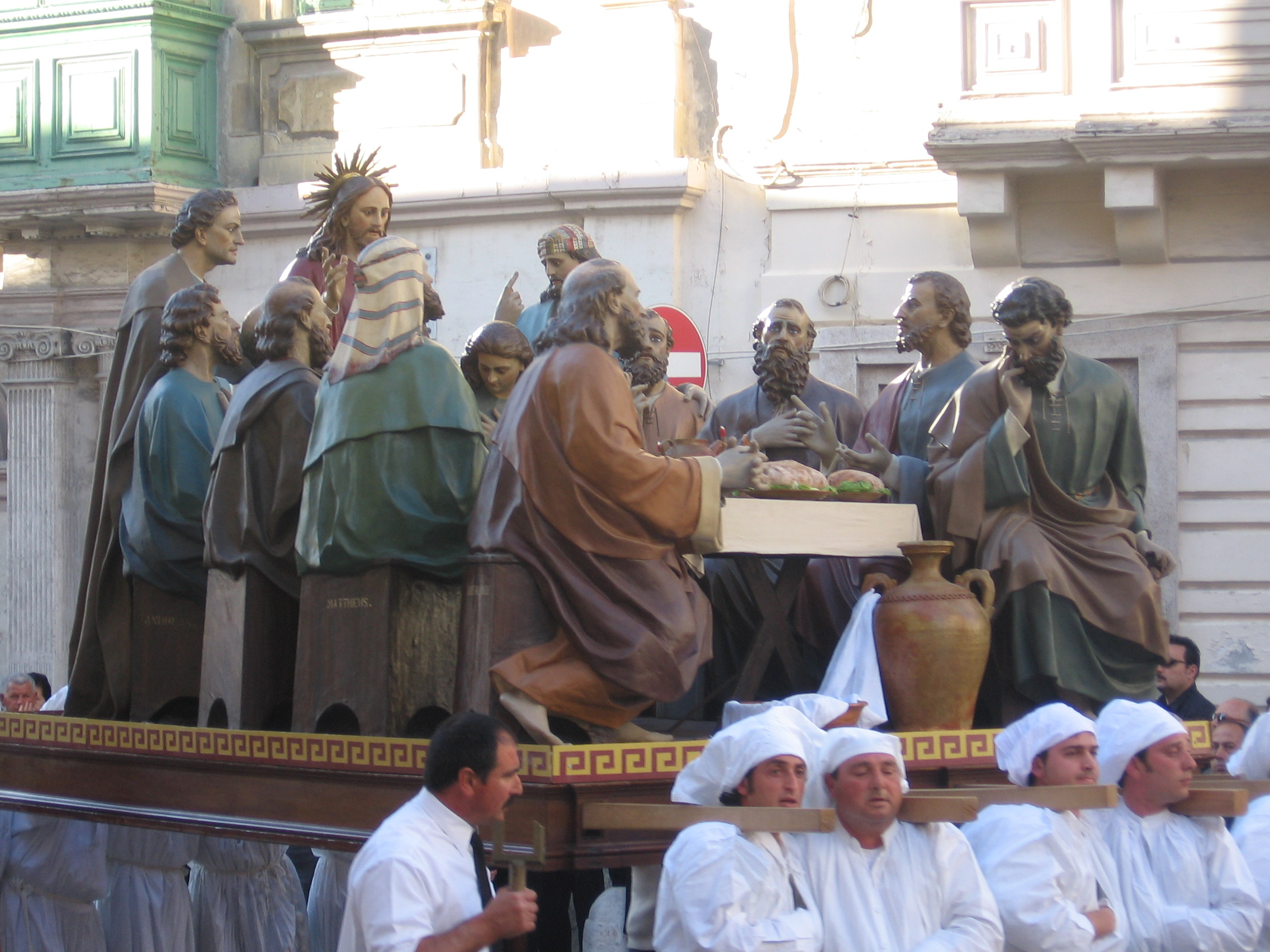
Grupo escultórico de La última cena durante la procesión del Viernes Santo, en Qormi (Malta).

En Mateo 26:33–35, Marcos 14:29–31, Lucas 22:33–34 y Juan 13:36–8, Jesús predice que Pedro negará conocerlo, afirmando que Pedro lo repudiará tres veces antes de que cante el gallo a la mañana siguiente. Los tres evangelios sinópticos mencionan que después del arresto de Jesús, Pedro negó conocerlo tres veces, pero después de la tercera negación, oyó el canto del gallo y recordó la predicción cuando Jesús se volvió para mirarlo. Pedro entonces se puso a llorar amargamente.
En Juan 13 se incluye el relato del lavado de los pies de los Apóstoles por Jesús antes de la comida.
En el Evangelio de Juan, tras la partida de Judas de la última cena, Jesús dice a los otros apóstoles que estará con ellos por poco tiempo. Luego les da un mandamiento nuevo, diciendo en Juan 13:34–35: "Un mandamiento nuevo os doy: amaos los unos a los otros como yo os he amado, así debéis amaros los unos a los otros. En esto conocerán todos que sois mis discípulos, si os amáis unos a otros". Dos declaraciones similares también aparecen más adelante en Juan 15:12: "Mi mandamiento es este: Amaos los unos a los otros como yo os he amado", y en Juan 15:17: "Este es mi mandamiento: Que os améis los unos a los otros".
En el Evangelio de Juan, Jesús da un extenso sermón a sus discípulos (Juan 14–16) que se asemeja a los discursos de despedida llamados testamentos, en los que un padre o líder religioso, a menudo en el lecho de muerte, deja instrucciones para sus hijos o seguidores. Este sermón se conoce como el discurso de despedida de Jesús e, históricamente, ha sido considerado una fuente de doctrina cristiana, particularmente sobre el tema de la cristología. Juan 17:1-26 ha sido llamado también la "oración de despedida" o la "oración del sumo sacerdote", dado que es una intercesión por la Iglesia venidera. La oración comienza con la petición de Jesús de su glorificación por el Padre, dada la culminación de su obra, y continúa con una intercesión por el éxito de las obras de sus discípulos y de la comunidad de sus seguidores.
En el libro del Génesis se produce una escena en la cual Abrán es bendecido por un rey-sacerdote llamado Melquisedec que le ofrece pan y vino, los mismos productos ofrecidos por Jesús en la última cena. La Carta de Pablo a los hebreos dice que Jesús es el sumo sacerdote nombrado directamente por Dios, al igual que Melquisedec (Hebreos 5:6-10 y 6:20). Jesús era de la tribu de Judá, a diferencia de los sacerdotes israelitas, que provenían de la tribu de Leví.

## Fecha
Los historiadores estiman que la fecha de la crucifixión tuvo lugar entre el 30 y el 36 d. C.. Isaac Newton y Colin Humphreys descartaron los años 31, 32, 35 y 36 por motivos astronómicos, dejando el 7 de abril del 30 d. C. y el 3 de abril del 33 d. C. como posibles fechas de la crucifixión.
La tradición de la Iglesia del Jueves Santo asume que la última cena se llevó a cabo la noche anterior al día de la crucifixión (aunque, estrictamente hablando, en ningún evangelio se dice inequívocamente que esta comida tuviera lugar la noche anterior a la muerte de Jesús).
Los tres evangelios sinópticos hablan de que la última cena fue una cena de Pascua, mientras que el de Juan dice que fue antes de la Pascua (Juan 13:1 y 18:28). 
Históricamente, ha habido varios intentos de reconciliar los relatos de los tres evangelios sinópticos con el de Juan, alguno de los cuales son indicados en la Enciclopedia Católica por Francis Mershman en 1912.
Desde 1953 Annie Jaubert, basándose en el Libro de los Jubileos, argumentó que había dos fechas de fiesta de Pascua: mientras que el calendario lunar judío oficial tenía la Pascua comenzando un viernes por la noche en el año en que Jesús murió, también se usó un calendario solar, por ejemplo por la comunidad esenia en Qumran, que siempre tenía la fiesta de la Pascua comenzando un martes por la noche. Según Jaubert, Jesús habría celebrado la cena de Pascua el martes, y las autoridades judías tres días después, el viernes. Jaubert añade que en la Didascalia de los Apóstoles, un texto del siglo III, se establece el martes como el día de la última cena de Jesús. Posteriormente, habría tenido lugar el proceso a Jesús, que habría durado hasta que fue crucificado el viernes.
Para Juan, la cena de Pascua era aquel año el viernes por la noche. Esto significa que Jesús habría muerto a la par que se sacrificaban en el templo los corderos pascuales que iban a consumirse en la cena. La cena de Pascua cayó el viernes por la noche el 7 de abril del 30 y el 3 de abril del 33.
En una homilía de 2007 Benedicto XVI consideró "probable" que Jesús tomase la Pascua basándose en el calendario de Qumran. Posteriormente, en su libro «Jesús de Nazaret: desde la entrada en Jerusalén hasta la Resurrección», de 2011, consideró la más precisa de las soluciones ideadas hasta entonces la propuesta de John P. Meier, basada en el Evangelio de Juan.

## Lugar
En el Nuevo Testamento se habla de una mujer llamada María, madre de Juan, de sobrenombre Marcos, que puso su hogar a disposición de los cristianos (Hechos 12:12). Según dice Jerónimo de Estridón, las mujeres judías podían servir con sus bienes y ocuparse del alimento de los rabinos judíos. Se ha especulado con que la última cena fuese en casa de esta mujer, y que esta fuese la madre del entonces joven Marcos evangelista.
Según la tradición cristiana, la última cena tuvo lugar en el Cenáculo, una estancia situada en el Monte Sión de Jerusalén. Según Cirilo de Jerusalén (siglo IV) en este sitio tuvo también lugar la venida del Espíritu Santo sobre los apóstoles en Pentecostés.

## Teología
Tomás de Aquino veía Dios Padre, a Jesús y al Espíritu Santo como profesores y maestros que proveían de lecciones, a veces con el ejemplo. Para Tomás de Aquino, la última cena y la cruz forman la cumbre de la enseñanza de que el reino fluye de la gracia intrínseca, más que del poder externo. Para Tomás de Aquino, en la última cena, Cristo enseñó con el ejemplo, mostrando el valor de la humildad (como se refleja en la narración del lavado de pies de Juan) y el sacrificio personal, en lugar de exhibir poderes externos y milagrosos.
Tomás de Aquino afirmó eso basándose en Juan 15:15 (en el discurso de despedida) en el cual Jesús dice: "Ya no os llamaré siervos [...] os he llamado amigos". Aquellos que son seguidores de Jesús y participan en el sacramento de la eucaristía pasan a ser sus amigos, como los reunidos en la mesa de la última cena. Para Tomás de Aquino, en la última cena Jesús hizo la promesa de estar presente en el sacramento de la eucaristía, y estar con aquellos que toman parte en ella, al igual que estuvo con sus discípulos en la última cena.
Los judíos tomaban en la cena de Pascua un cordero y pan sin levadura. Jesús es llamado por Juan el Bautista "el Cordero de Dios que quita el pecado del mundo" (Juan 1:29) y es llamado por el evangelista Juan "cordero" en el libro del apocalipsis 28 veces. El libro de los Hechos de los Apóstoles aplica a Jesús la frase de Isaías "como cordero llevado al matadero" (Isaías 53:7 y Hechos 8:32 y siguientes). En la última cena Jesús dice que el pan que comparte con sus discípulos es su carne y el vino su sangre. Según Scott Hahn "la presencia de un joven cordero sin defecto durante la última cena es, en cierto sentido, irrelevante. Ahí estaba el cordero de Dios, por lo que la obligación pascual quedaba cumplida de modo más perfecto y apropiado".
En la pascua judía se toman cuatro copas de vino. La tercera copa se toma al final de la comida y la cuarta después de cantar los salmos. Según Scott Hahn, Jesús instituyó la eucaristía con la tercera copa. Luego cantaron los salmos preceptivos y fueron al huerto de los olivos, donde Jesús oró tres veces pidiendo a Dios que le apartara de "este cáliz". La siguiente vez que Jesús bebe vino es cuando, en la cruz, le dan a beber vino agrio (o vinagre) con una esponja puesta en un hisopo, que es la misma planta prescrita para rociar la sangre del cordero pascual (Éxodo 12:22). Aquí, Scott Hahn ha considerado que Jesús toma la cuarta copa.
Juan Calvino creía solo en dos sacramentos, el Bautismo y la "Cena del Señor" (es decir, la Eucaristía). Por lo tanto, su análisis de los relatos evangélicos de la última cena fue una parte importante de toda su teología. Calvino relacionó los relatos de los evangelios sinópticos de la última cena con el discurso del pan de vida en Juan 6:35, donde se dice: "Yo soy el pan de vida; el que a mí viene, nunca tendrá hambre".
Calvino también creía que los actos de Jesús en la última cena debían seguirse como ejemplo, afirmando que así como Jesús dio gracias al Padre antes de partir el pan (1 Corintios 11:24) aquellos que van a la "Mesa del Señor" para recibir el sacramento de la Eucaristía deben dar gracias por el "amor ilimitado de Dios" y celebrar el sacramento con alegría y acción de gracias.

## Historicidad
Según John P. Meier y E. P. Sanders, el hecho de que Jesús tuviera una última cena con sus discípulos está casi fuera de toda duda entre los eruditos, y pertenece al marco de la narración de la vida de Jesús. Howard Marshall afirma que debe abandonarse cualquier duda sobre la historicidad de la Última Cena.
Algunos estudiosos del Seminario de Jesús consideran que la última cena no deriva de la última cena de Jesús con los discípulos, sino más bien de la tradición gentil de las cenas conmemorativas por los muertos. En su opinión, la última cena es una tradición asociada principalmente con las iglesias gentiles que Pablo estableció, más que con las congregaciones judías anteriores. Estas opiniones se hacen eco de las del teólogo protestante del siglo XX Rudolf Bultmann, que también creía que la Eucaristía se originó en el cristianismo gentil..
Por otra parte, un número creciente de estudiosos ha reafirmado la historicidad de la institución de la Eucaristía, reinterpretándola desde un punto de vista escatológico judío: según el teólogo luterano Joachim Jeremias, por ejemplo, la última cena debe verse como el clímax de una serie de comidas mesiánicas celebradas por Jesús en anticipación de un nuevo Éxodo. En obras más recientes de biblistas católicos como John P. Meier y Brant Pitre, y del erudito anglicano N.T. Wright, se recogen puntos de vista similares.

## Celebraciones religiosas
Muchas denominaciones cristianas clasifican como un sacramento el consagrar el pan y el vino y participar en su distribución entre los fieles. Este rito, conocido como eucaristía se realiza de forma semanal, mensual o anual, dependiendo del tipo de credo. Algunas iglesias protestantes (aunque no todas) prefieren llamarlo ordenanza, y lo ven no como un canal específico de gracia divina sino como una expresión de fe y de obediencia a Cristo.

### Iglesia católica
Para la Iglesia católica, en la última cena Jesús instituyó dos de los siete sacramentos: la eucaristía y el orden sacerdotal. Para Juan Pablo II los apóstoles fueron entonces nombrados sacerdotes del Nuevo Testamento. Los católicos celebran la última cena el Jueves Santo. En la misa de este día, el sacerdote lava los pies a doce fieles.
El Catecismo de la Iglesia católica dice, respecto a la eucaristía:

La eucaristía es "fuente y culmen de toda la vida cristiana". "Los demás sacramentos, como también todos los ministerios eclesiales y las obras de apostolado, están unidos a la eucaristía y a ella se ordenan. La sagrada eucaristía, en efecto, contiene todo el bien espiritual de la Iglesia, es decir, Cristo mismo, nuestra Pascua"

El obispo católico Manuel González García describe así la relación entre la última cena, la cruz y la misa:

El sacrificio de la última cena, el de la cruz y el de la misa no son tres sacrificios, sino uno solo, o tres oblaciones reales de una sola inmolación: la cena es la oblación real de Cristo que se ha de inmolar; la Cruz es la oblación real de Cristo inmolándose; la misa es la oblación real de Cristo inmolado.

### Testigos de Jehová
Los Testigos de Jehová celebran el aniversario de “la cena del Señor” o la “última cena” exclusivamente el día que corresponda al 14 de Nisán en el calendario judío, fecha en que lo hizo Jesús luego de celebrar la pascua judía. Esta reunión es conocida como Conmemoración de la muerte de Cristo.
A diferencia de otros grupos religiosos, los Testigos de Jehová no realizan actividades ni procesiones durante varios días de la semana y simplemente se recuerda la muerte de Jesús. Para los miembros de esta organización religiosa, esta es la reunión más importante del año. Durante la ocasión, se presenta un discurso tras lo cual se comienza la "celebración" al pasar entren los presentes los emblemas, pan ácimo (sin levadura) y vino tinto natural o sin aditivos. Usualmente, quienes son considerados como parte de "los ungidos" (o elegidos para ir al cielo) son los únicos que participan de comer del pan y beber del vino. El resto de los presentes, llamados las «otras ovejas» (con esperanza de vivir en la tierra), solo son observadores.

## Iconografía

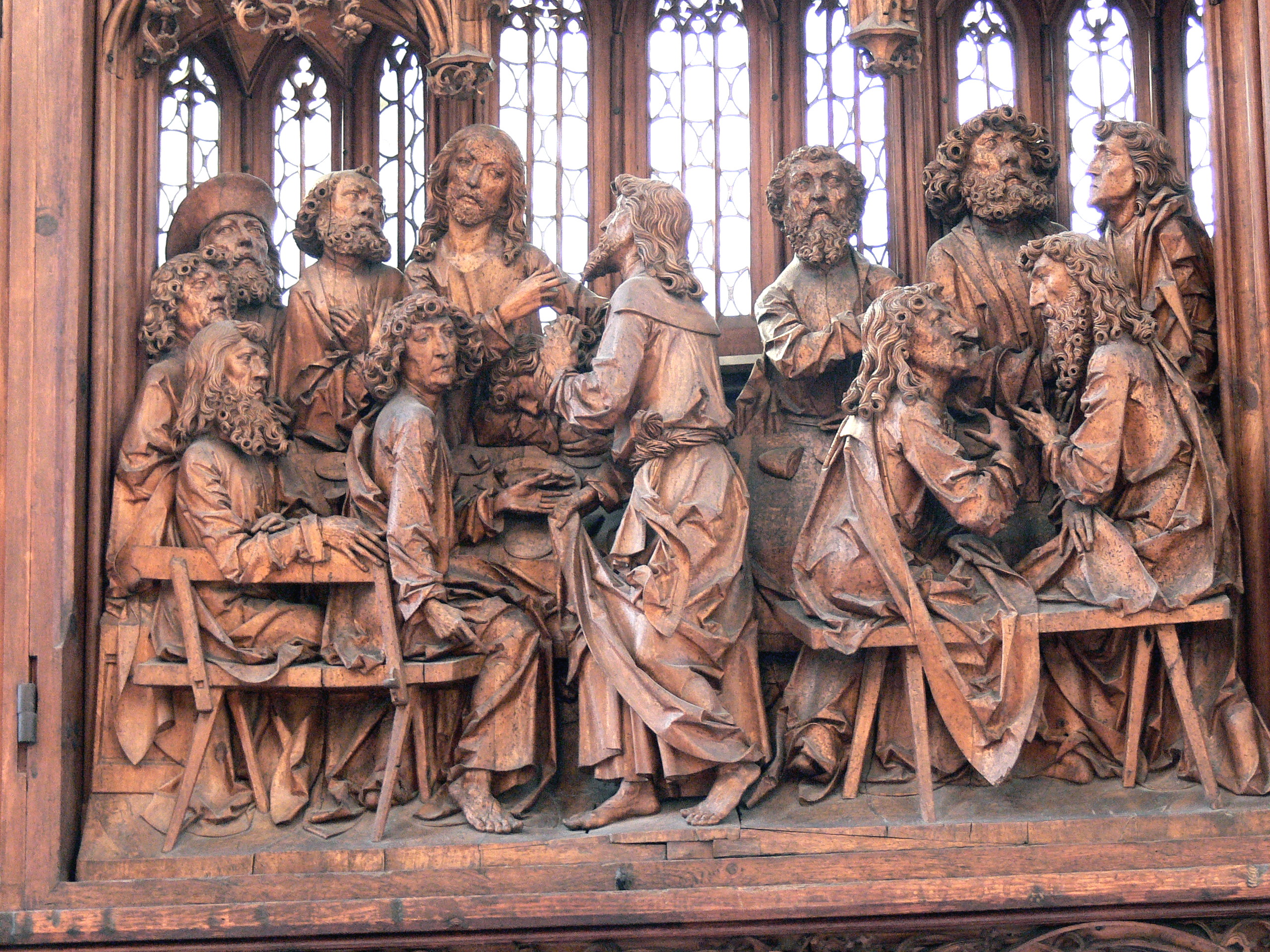
Talla del retablo de la Santa Sangre de la iglesia de Santiago de Rothenburg ob der Tauber, Tilman Riemenschneider, 1500-1505.

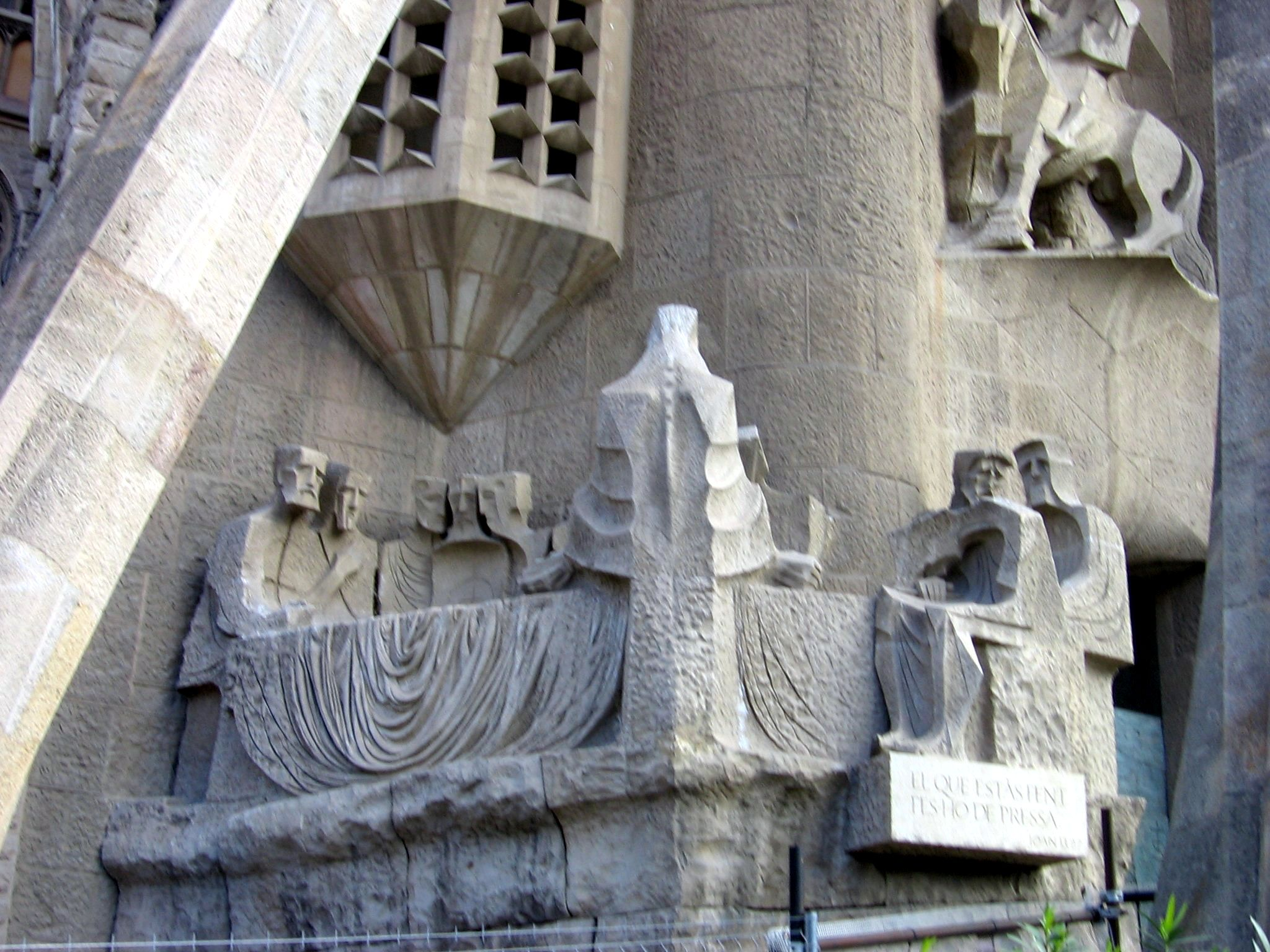
Grupo escultórico de la última cena en el nivel inferior de la fachada de la Pasión del Templo Expiatorio de la Sagrada Familia (Barcelona), de Josep Maria Subirachs, 1986.

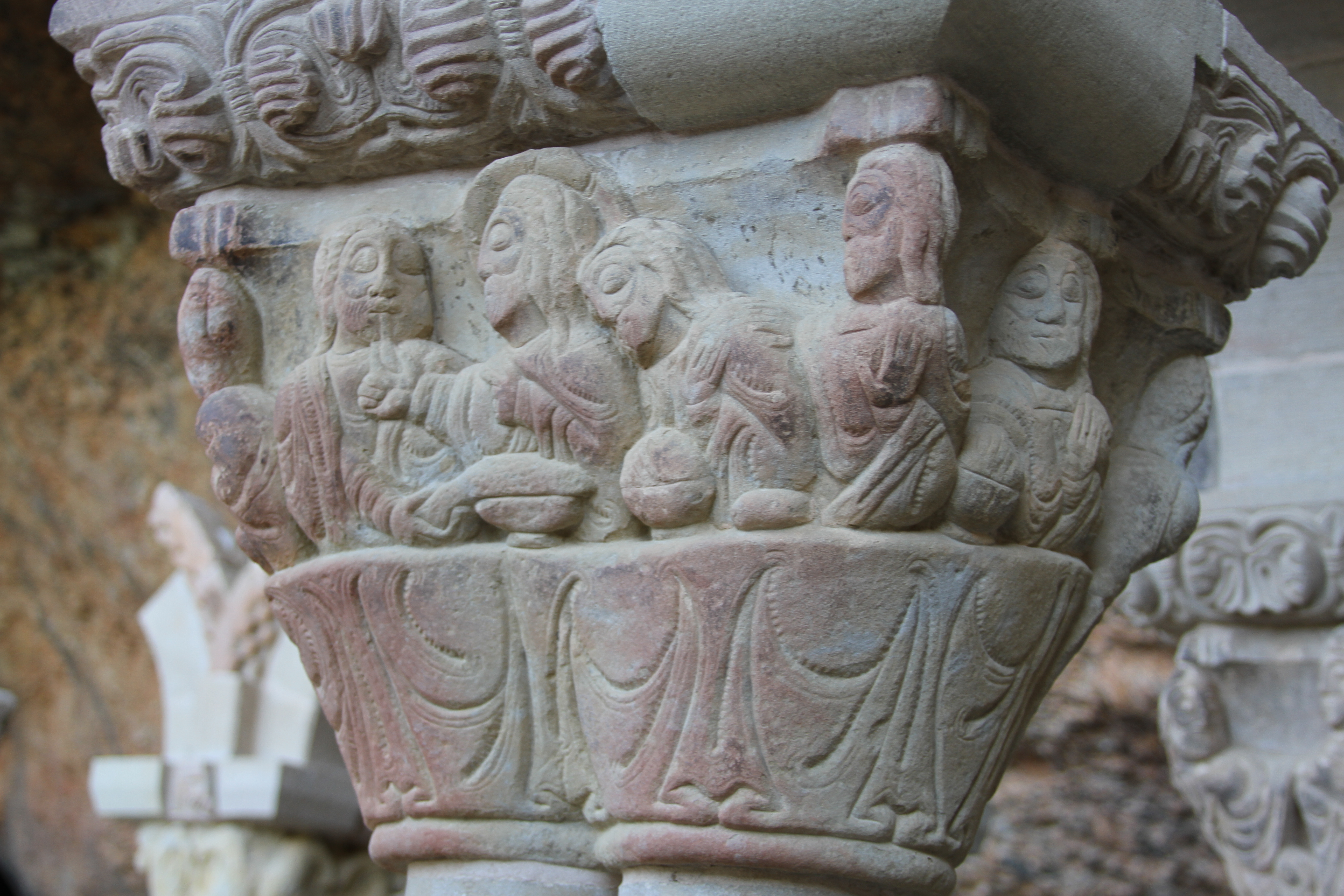
Capitel románico del monasterio de San Juan de la Peña.

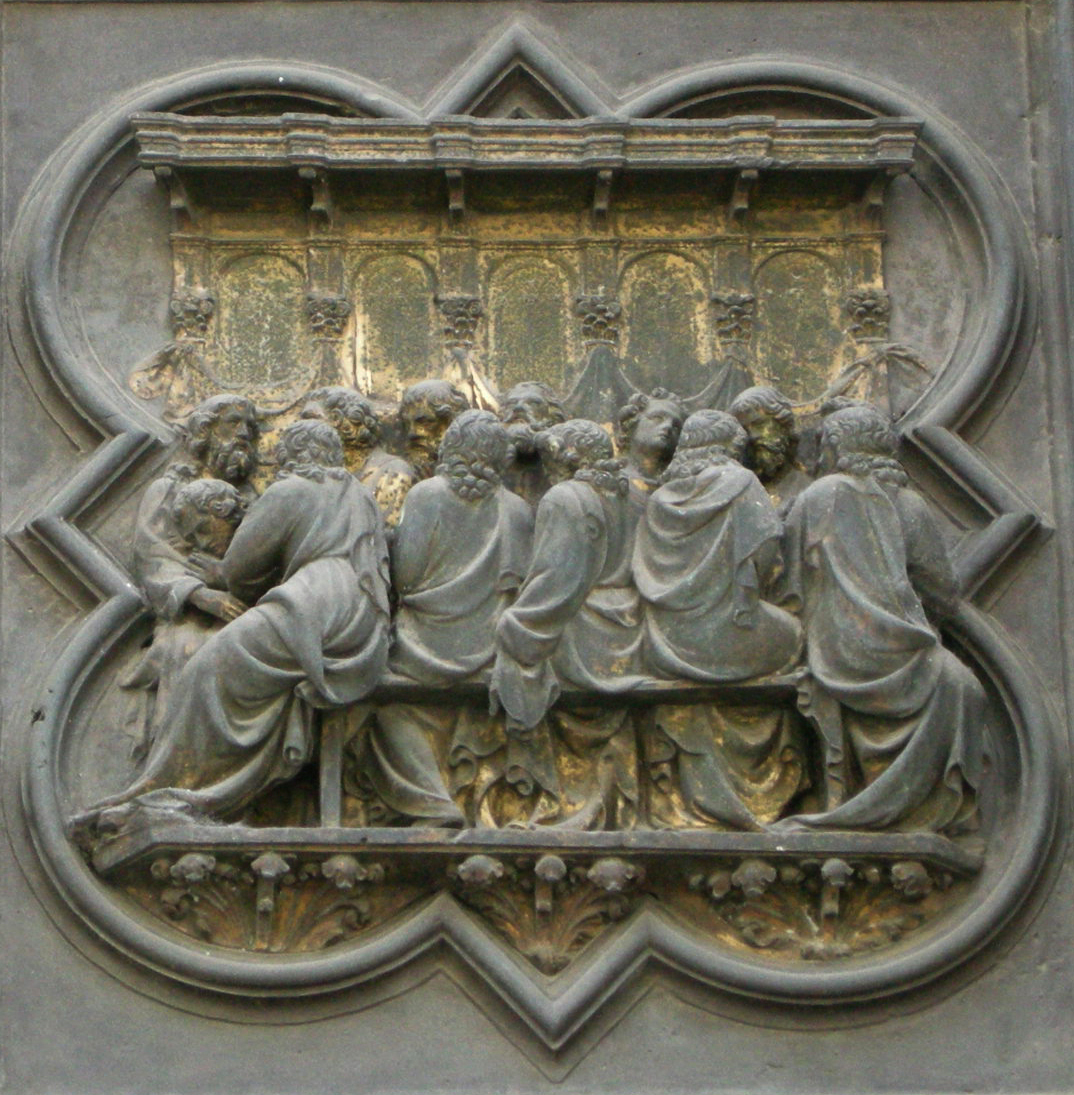
Detalle de las puertas Norte del baptisterio de Florencia, de Ghiberti (1403-1424).

El tema ha sido tratado en todo tipo de soportes por el arte cristiano. La obra más difundida es el mural de Leonardo da Vinci (refectorio de Santa Maria delle Grazie, Milán, (1494-1497). Se encuentra en la pared sobre la que se pintó originalmente. Leonardo escogió representar el momento posterior al anuncio de Cristo de que uno de los presentes lo traicionará, cuando todos se preguntan «¿Soy yo, Señor?». Separándose de la iconografía de otras obras renacentistas, no representa a Judas delante de la mesa, sino incluido entre los demás apóstoles; y en lugar de representar a Jesucristo integrado en el grupo, con Juan en su regazo, Leonardo opta por aislar su figura en el centro y agrupar a los apóstoles de tres en tres, caracterizando a cada uno de ellos a través de su actitud y movimiento. En una posible referencia a El Banquete de Platón (y, en su época, a De Amore, del neoplatónico Marsilio Ficino), estructuró a los apóstoles en cuatro tríadas, de las cuales las dos del extremo luminoso (a la derecha) corresponden a tríadas platónicas, significando la primera que el Amor es el Deseo de la Belleza, que se perfecciona en Dios.

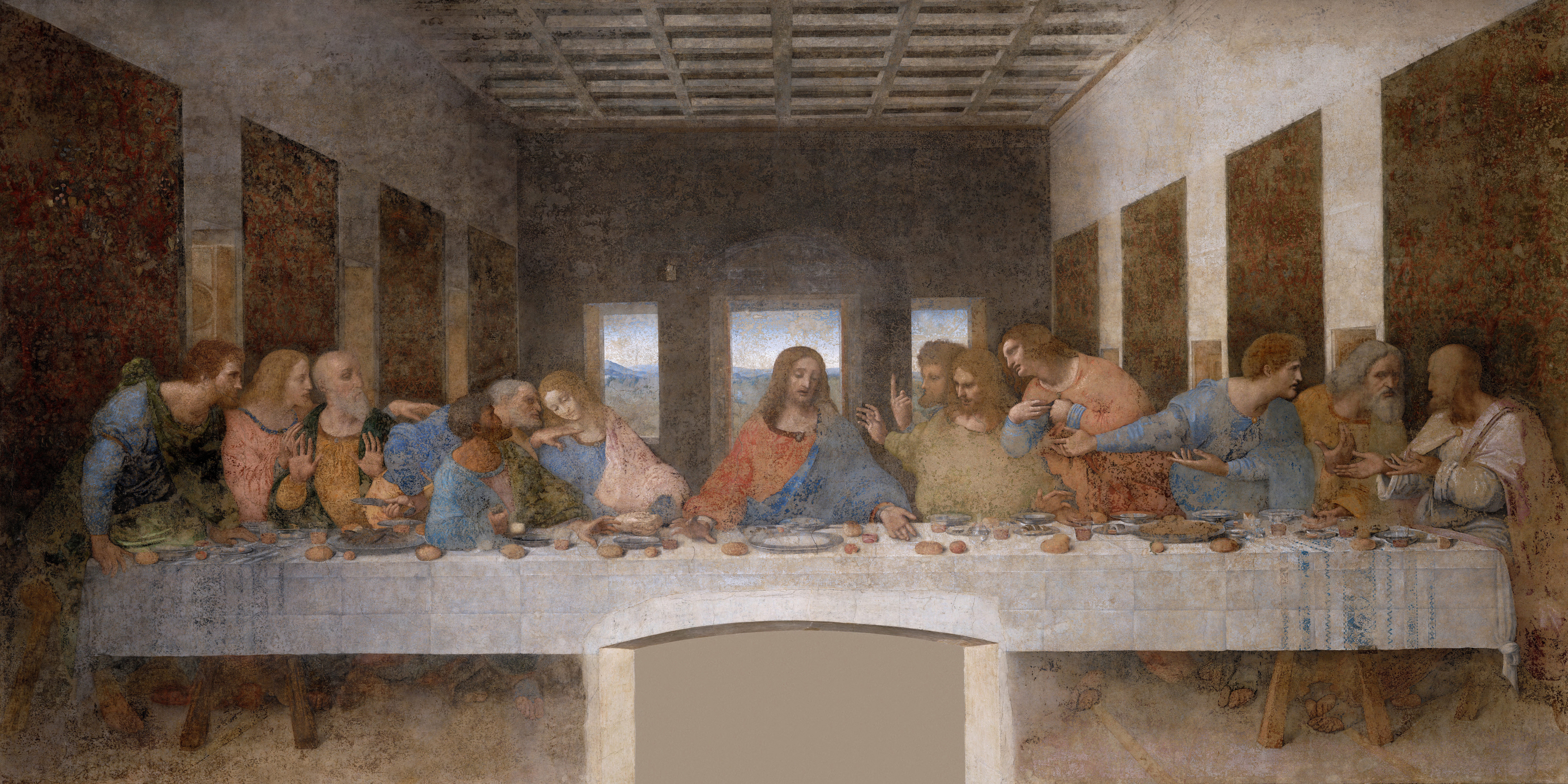
La última cena de Leonardo.

Cenacolo, en plural cenacoli (en italiano "cenáculo" —el lugar de Jerusalén donde se celebró la última cena—), es el término utilizado en Italia para designar determinados espacios arquitectónicos, donde se representa ese tema pictórico, muy habitualmente refectorios (comedores) de conventos. La coincidencia entre el uso de la estancia y la decoración que se pinta en sus muros ya es en sí misma una ambigüedad "entre lo vivo y lo pintado", que se acentúa cuando los artistas eligen dar importancia a la representación de los muebles y elementos arquitectónicos del cenáculo de Jerusalén, de inevitable proyección hacia los muebles y, sobre todo, los elementos arquitectónicos de la estancia real que alberga la pintura, lo que estimula la técnica del trampantojo.
Entre los cenacoli florentinos, tras los más tempranos, de fra Angelico y Andrea Del Castagno, donde ya es visible la utilización de las leyes de perspectiva en la mesa y los planos de las paredes, hay al menos tres cenacoli donde Ghirlandaio experimenta con el ilusionismo arquitectónico, mientras que el más conocido es el de Da Vinci, que cierra el Quattrocento:

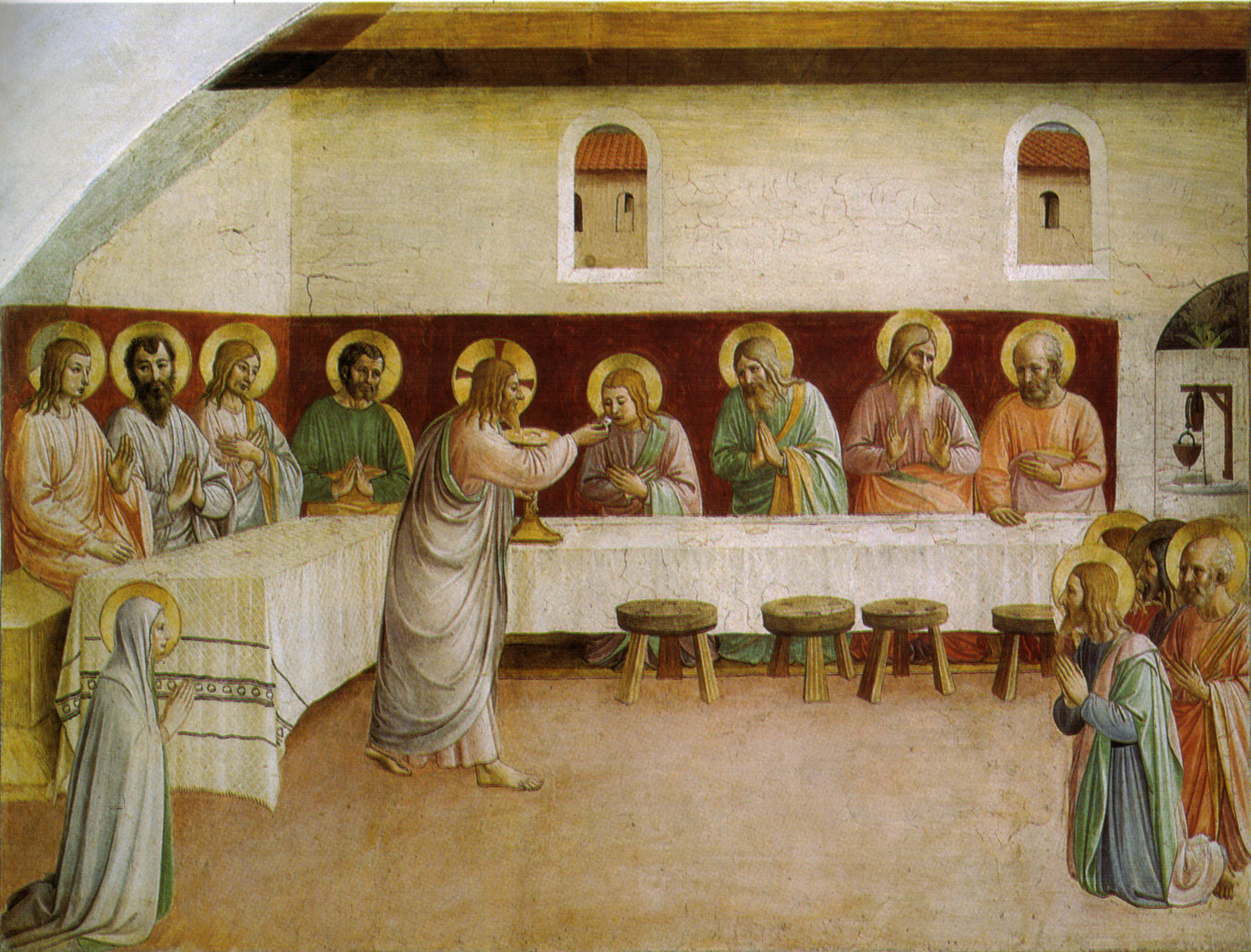
Comunión de los apóstoles, fra Angelico, 1440-1442.
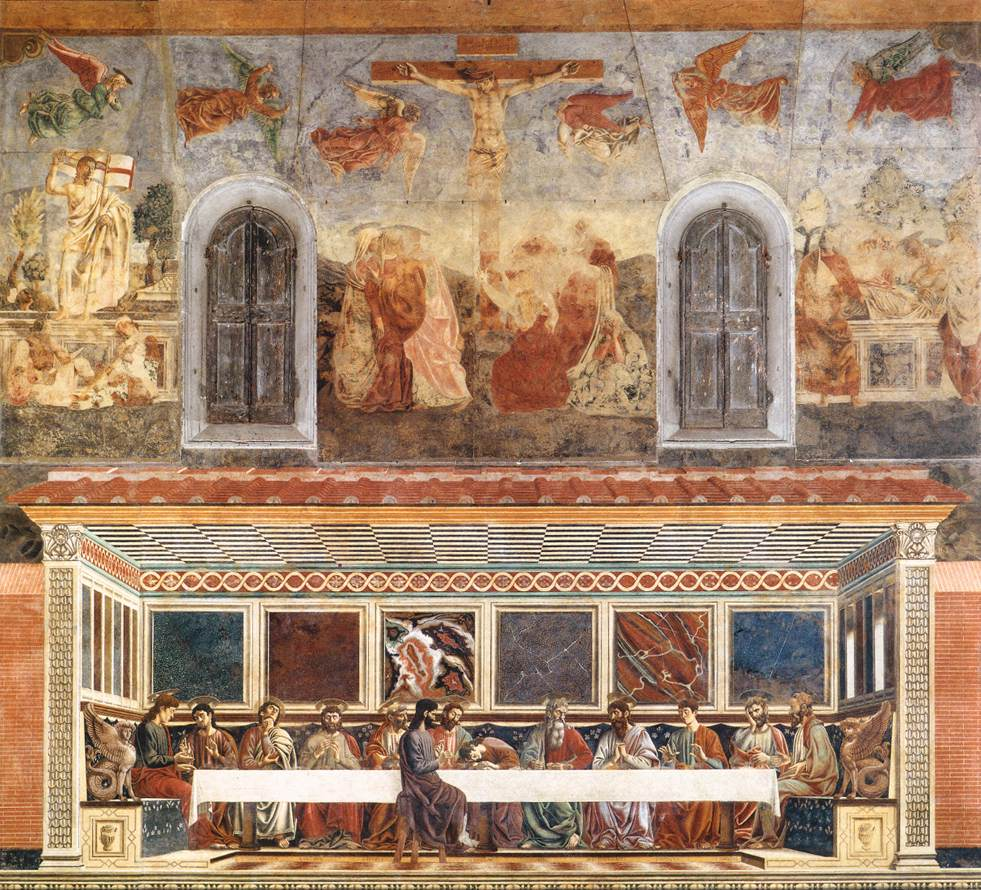
Cenacolo di Sant'Apollonia, Del Castagno, 1445-1450.
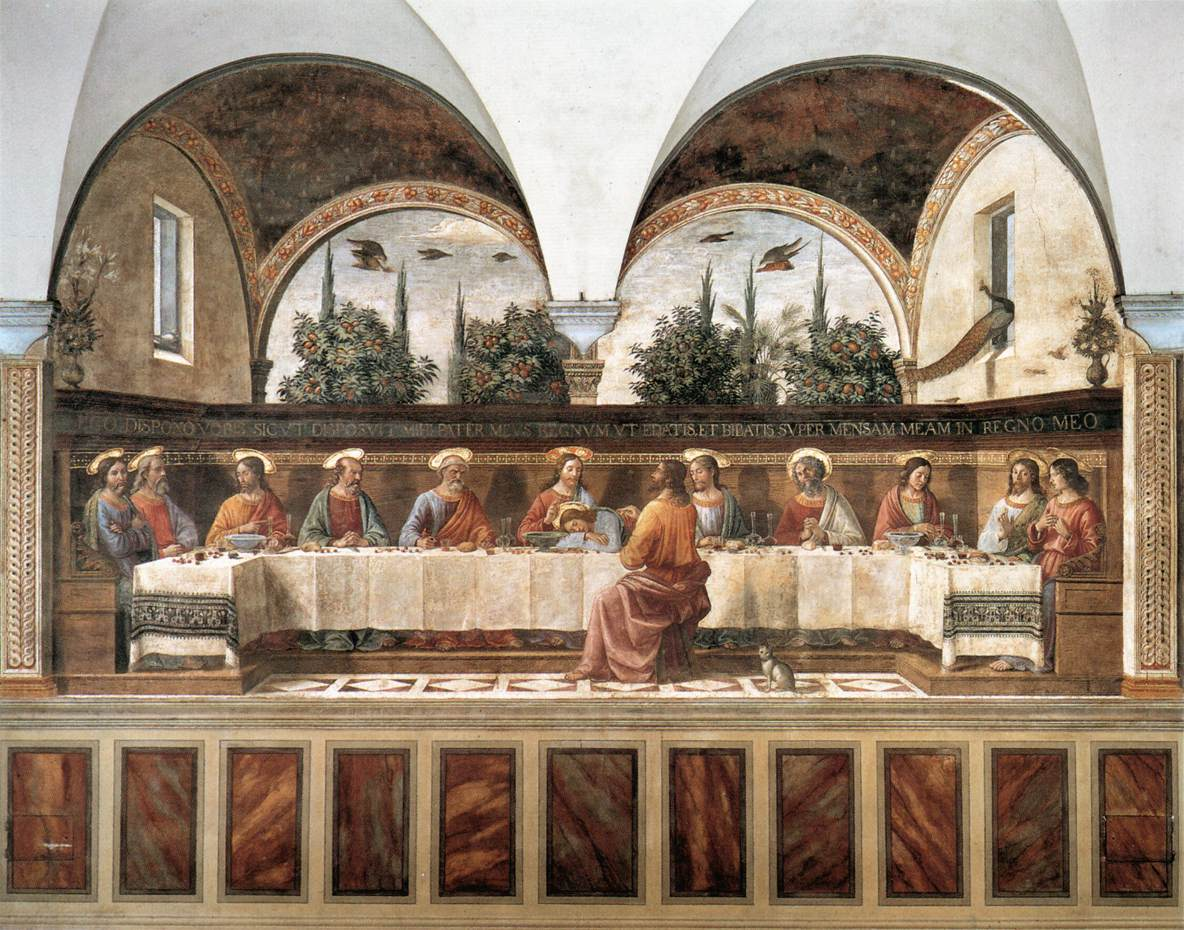
Cenacolo di San Marco, Ghirlandaio, 1486.
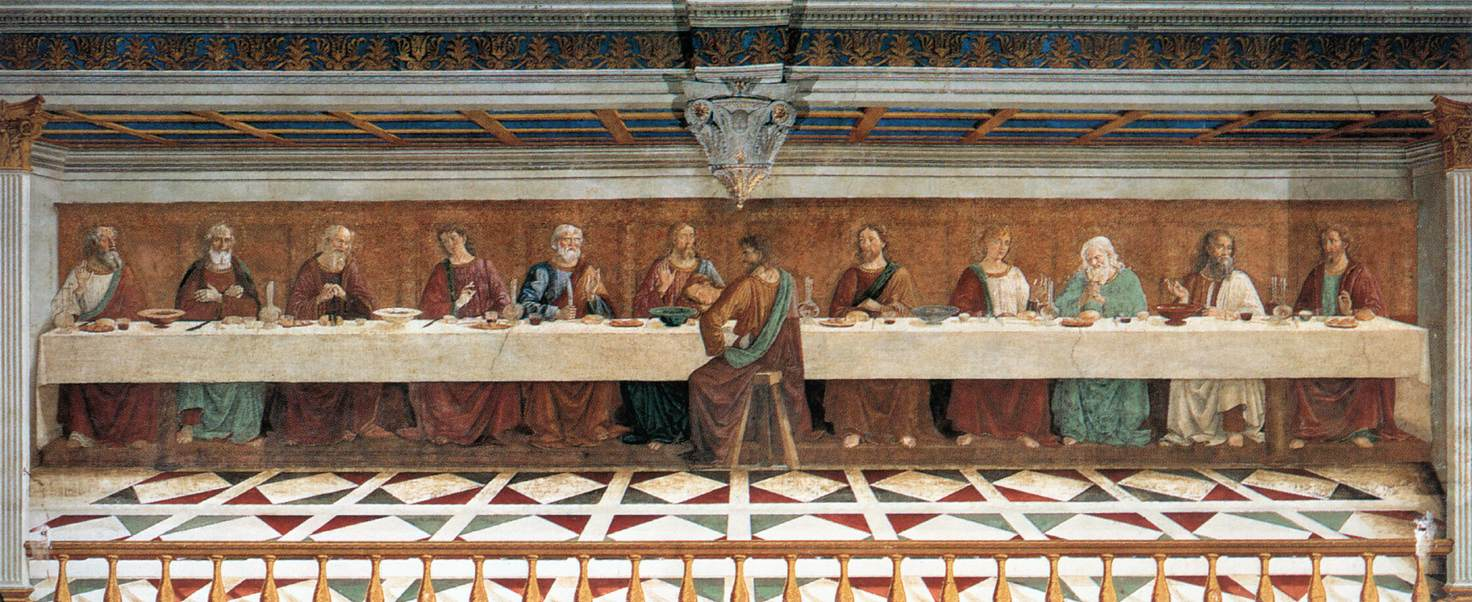
Cenacolo della Badia di Passignano, Ghirlandaio, 1476.
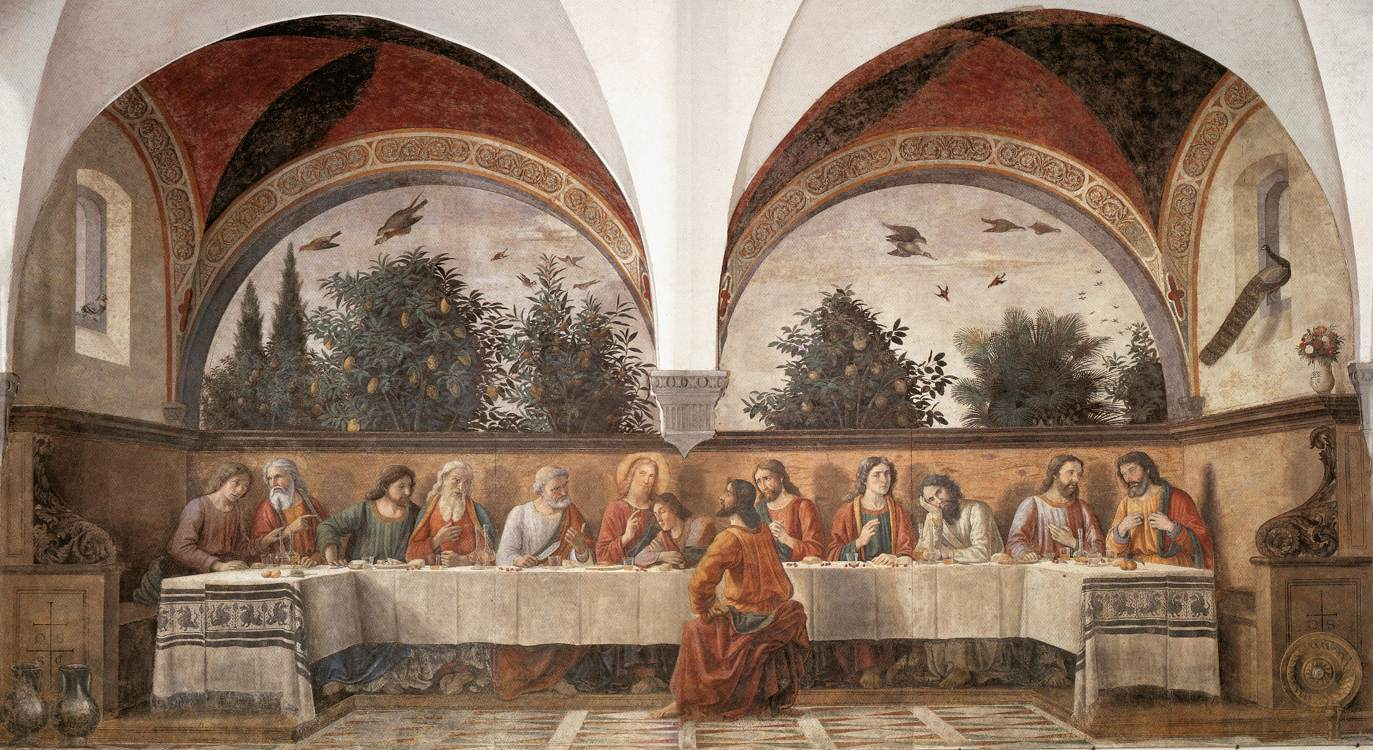
Cenacolo di Ognissanti, Ghirlandaio, 1480.
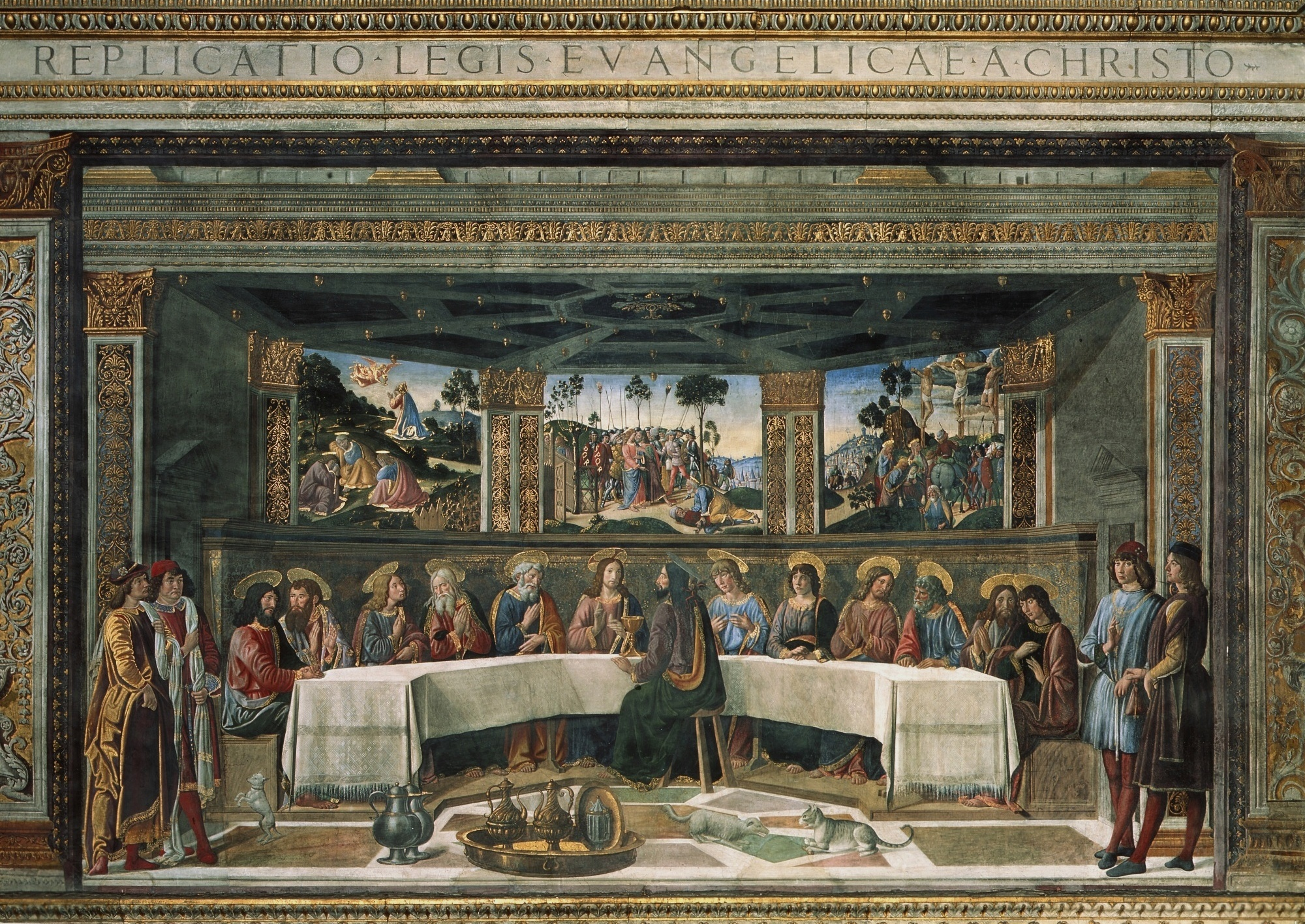
Última Cena de la Capilla Sixtina, Cosimo Rosselli, 1481-1482.
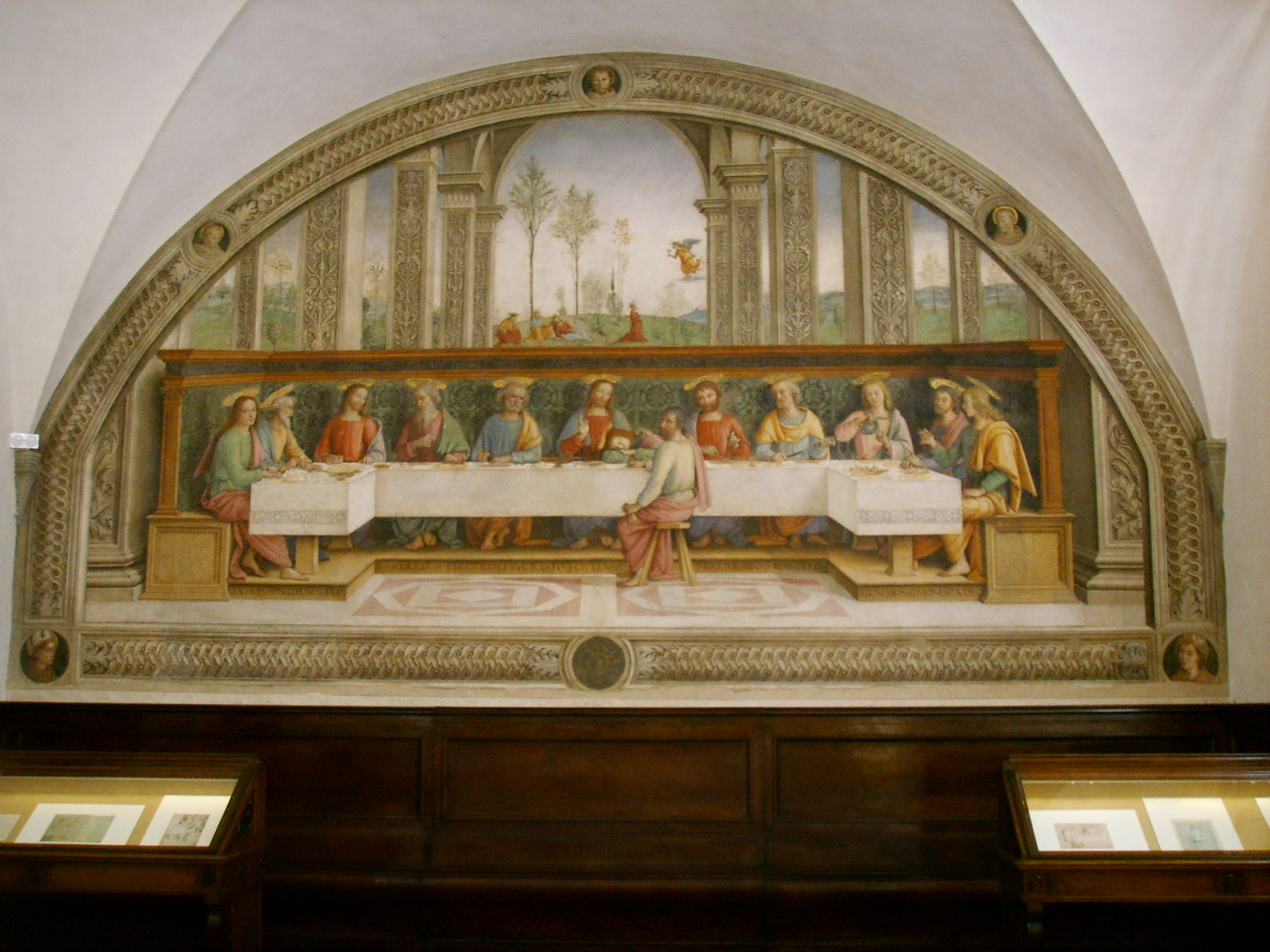
Cenacolo di Fuligno, Perugino, 1493-1496.
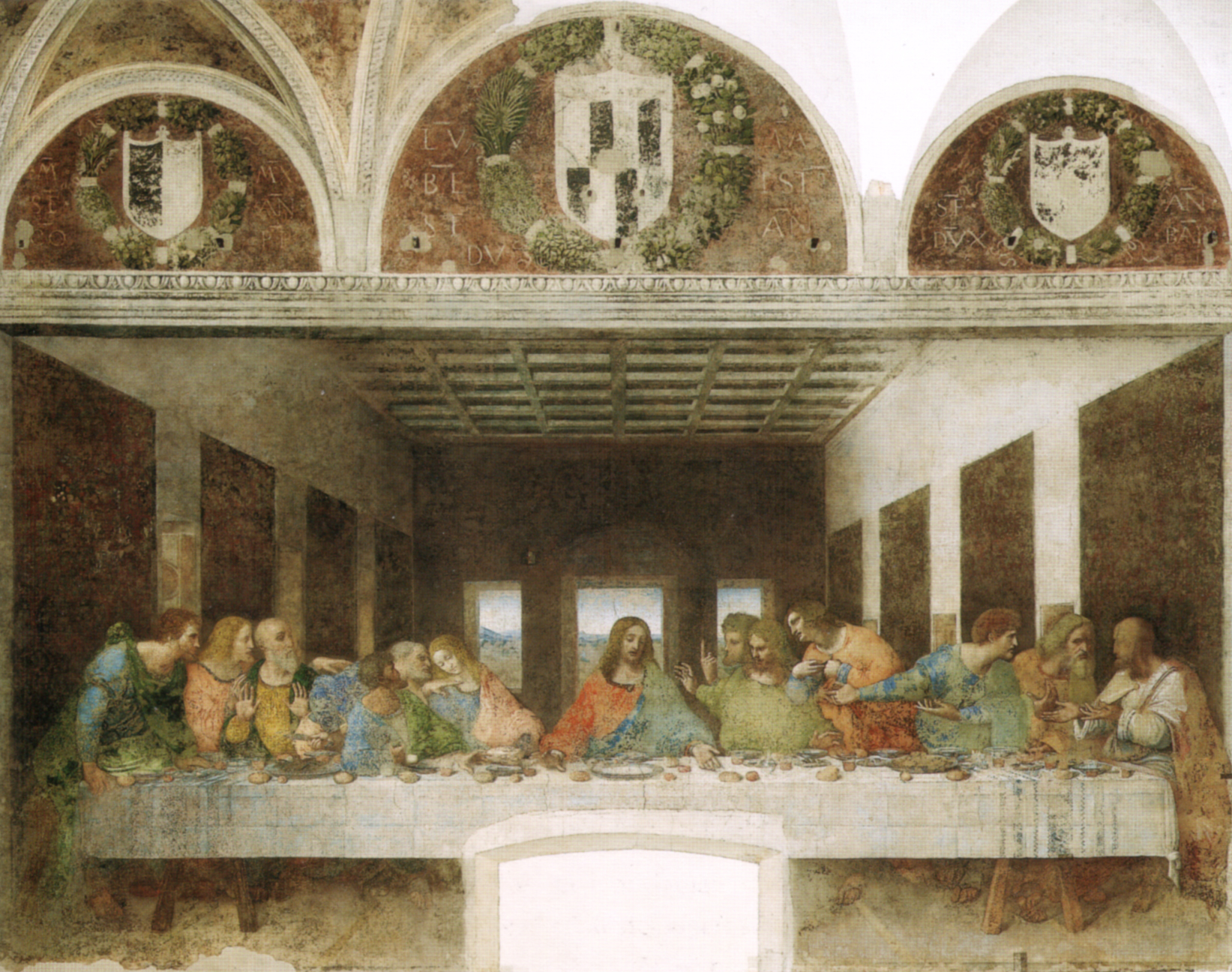
Cenacolo de Sante Marie delle Grazie, Leonardo, 1495-1497.
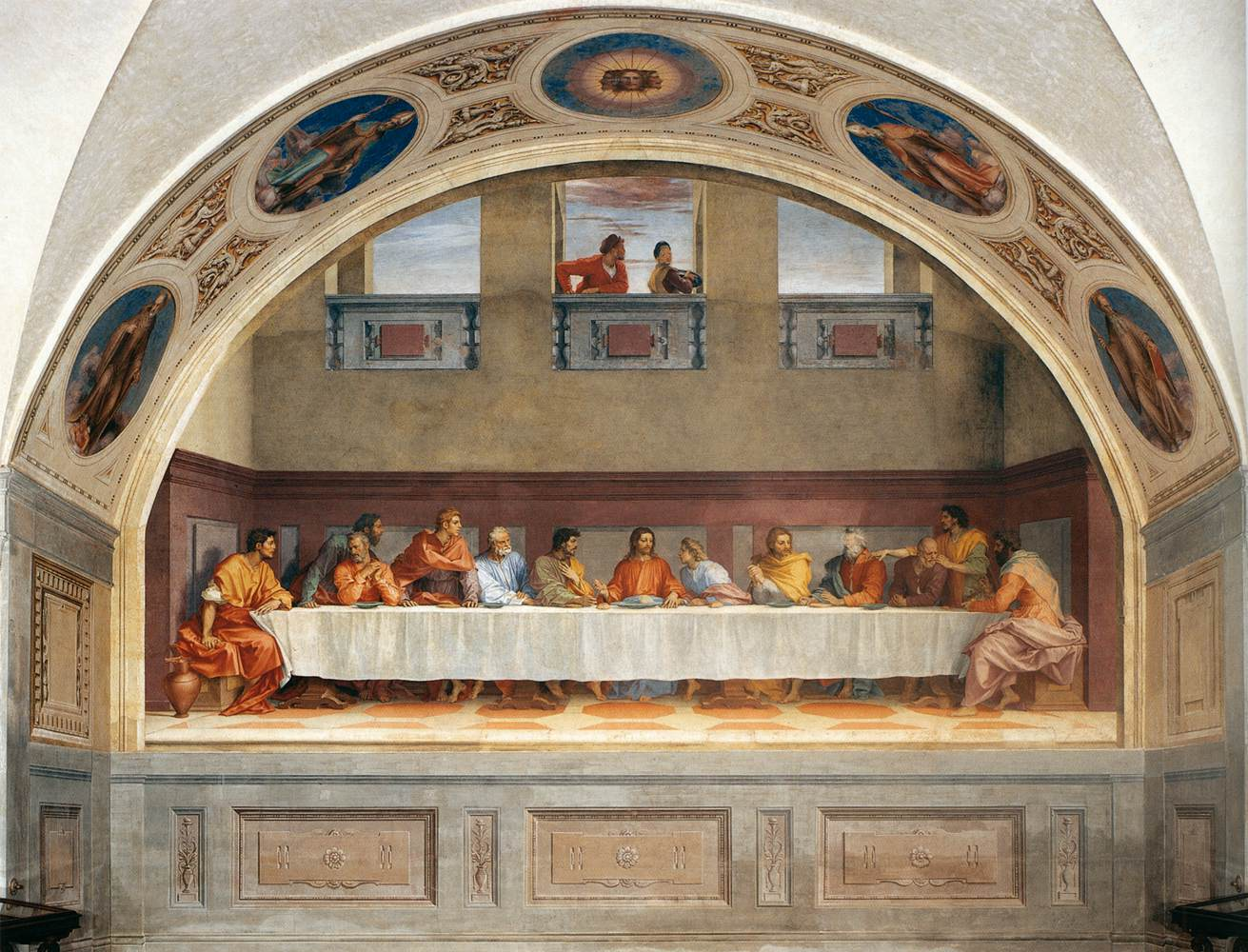
Cenacolo de Andrea del Sarto, 1511-1527.

Compárense con las perspectivas ingenuas de cenacoli anteriores, de época gótica (Trecento).

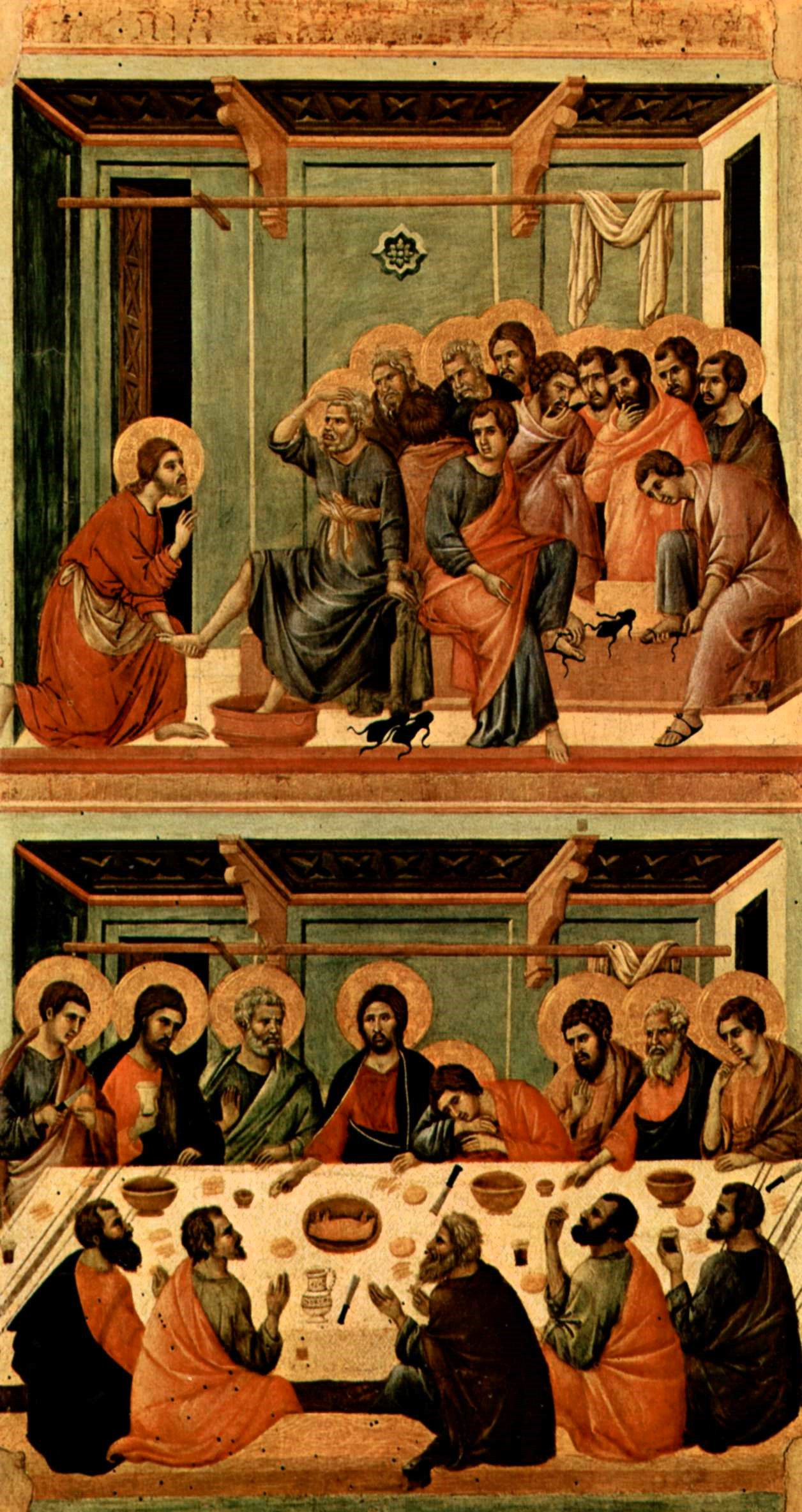
Detalle de la Maestà de la catedral de Siena, Duccio, 1308-1311.
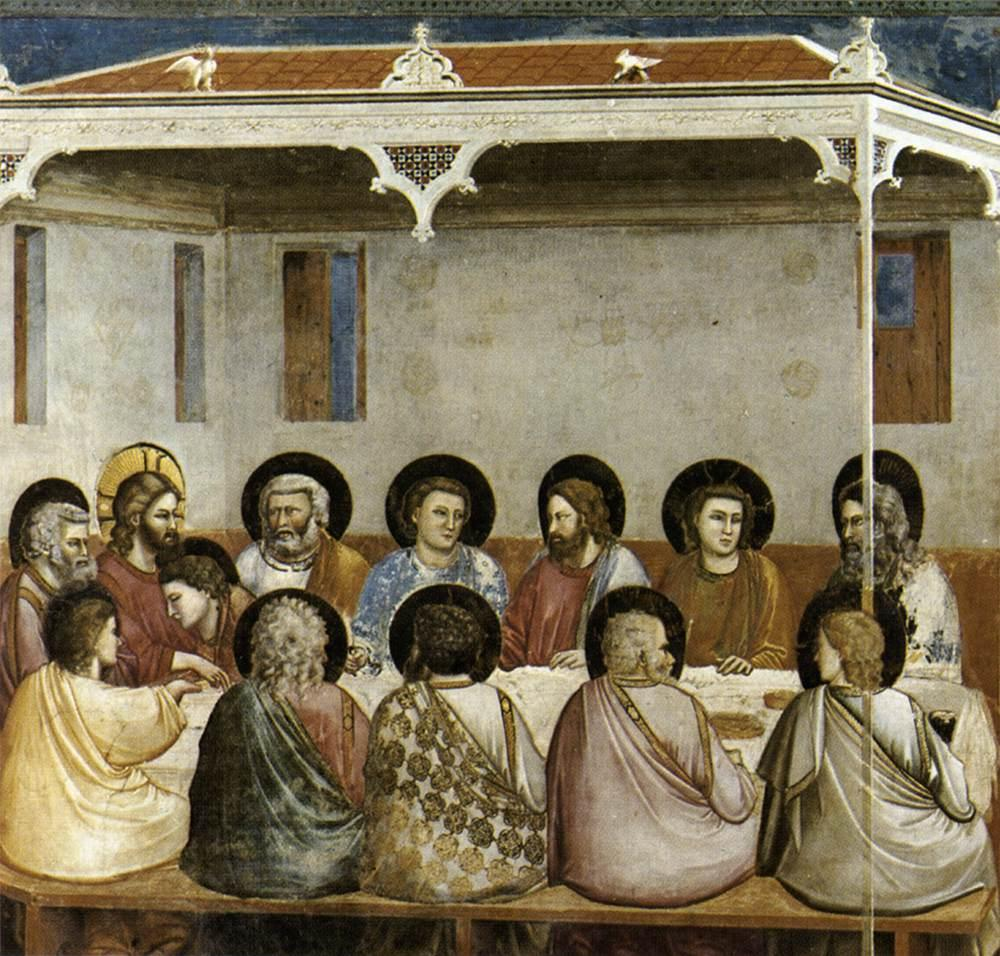
Giotto, cappella degli Scrovegni, 1304-1306.
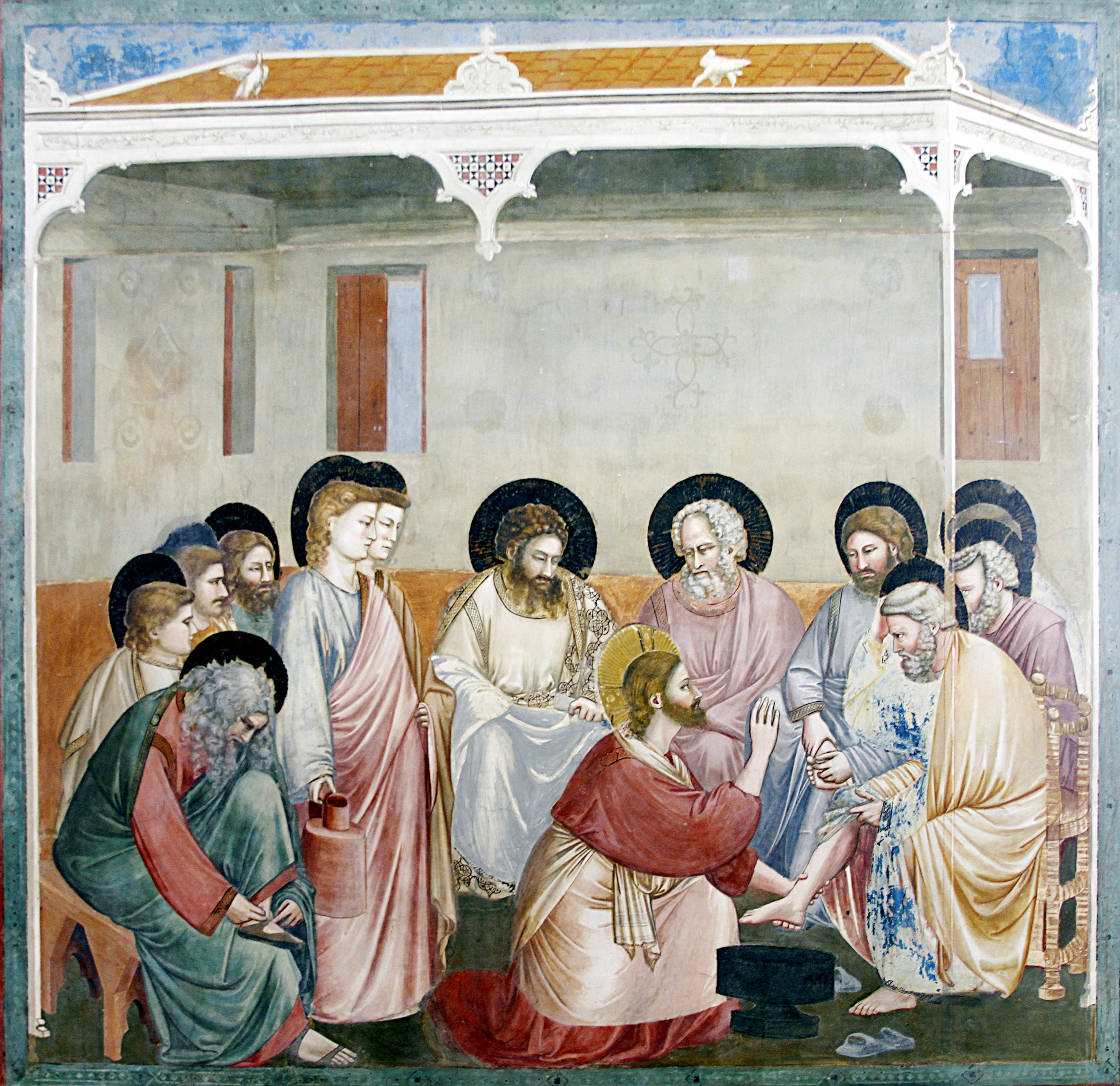
Ídem, con la escena del lavatorio.
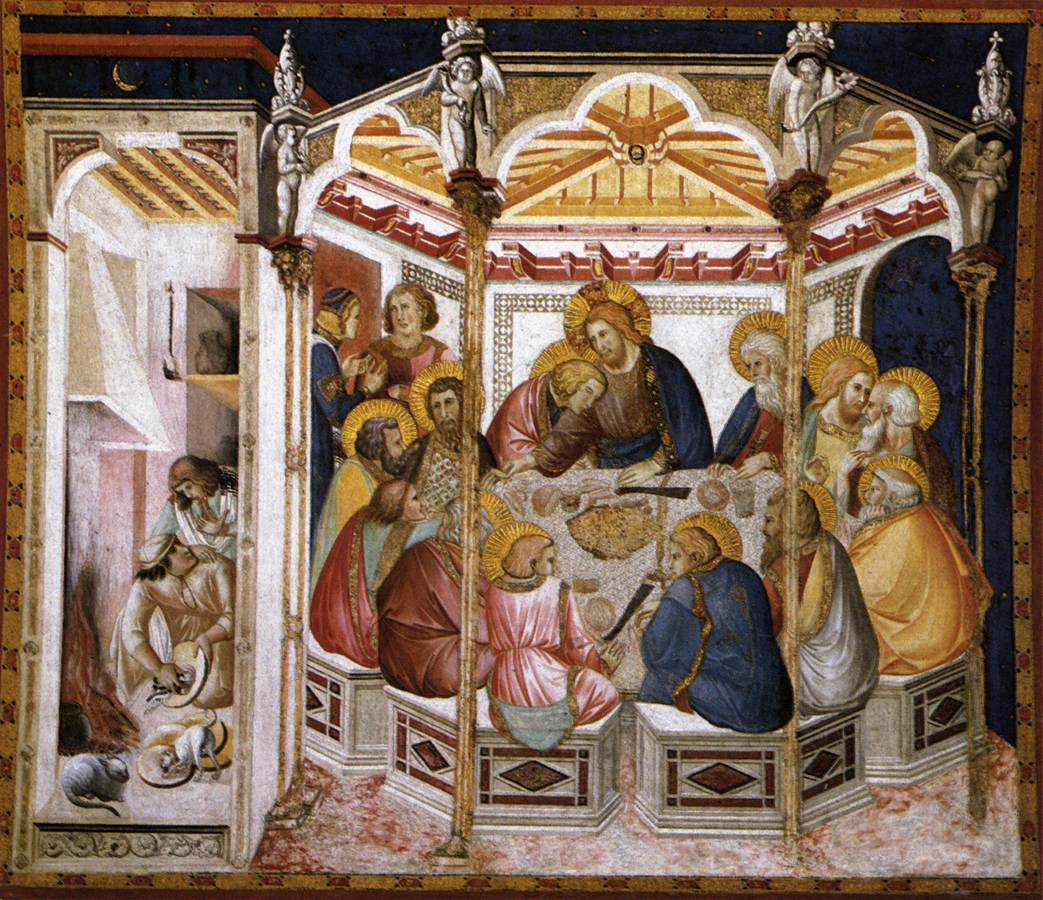
Pietro Lorenzetti, basílica inferior de Asís, 1310-1320.
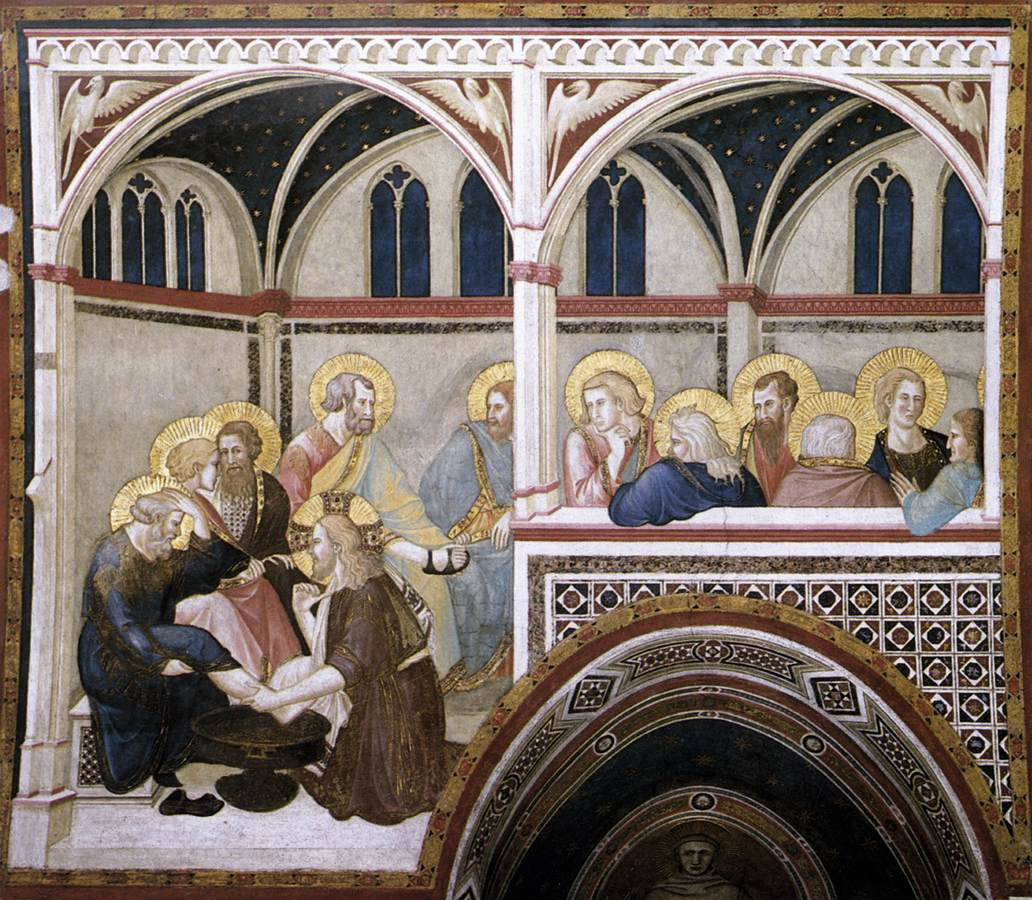
Ídem, con la escena del lavatorio.
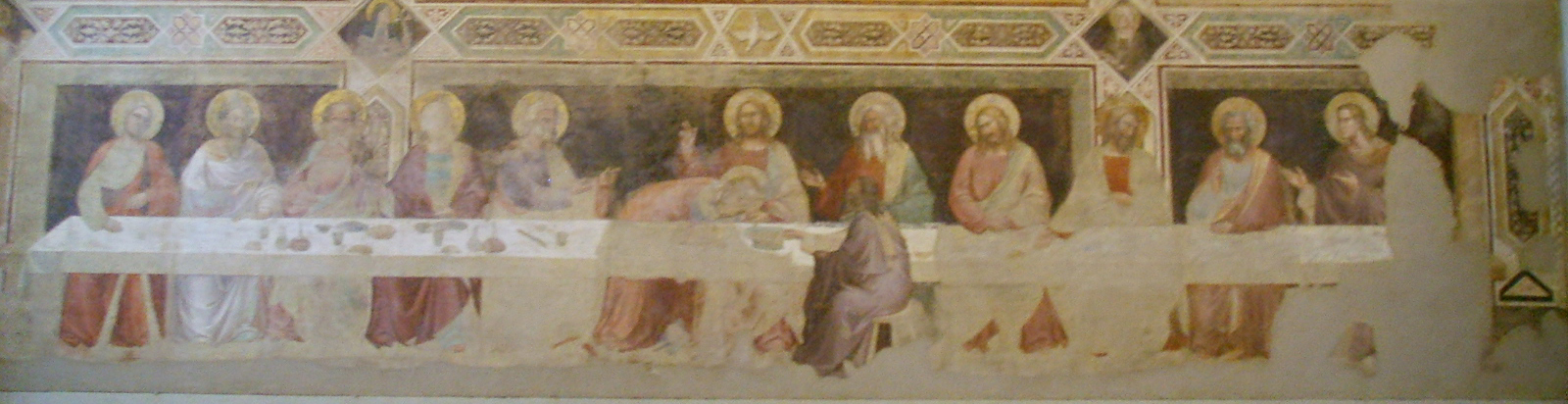
Cenacolo di Santa Croce, Taddeo Gaddi, 1340.
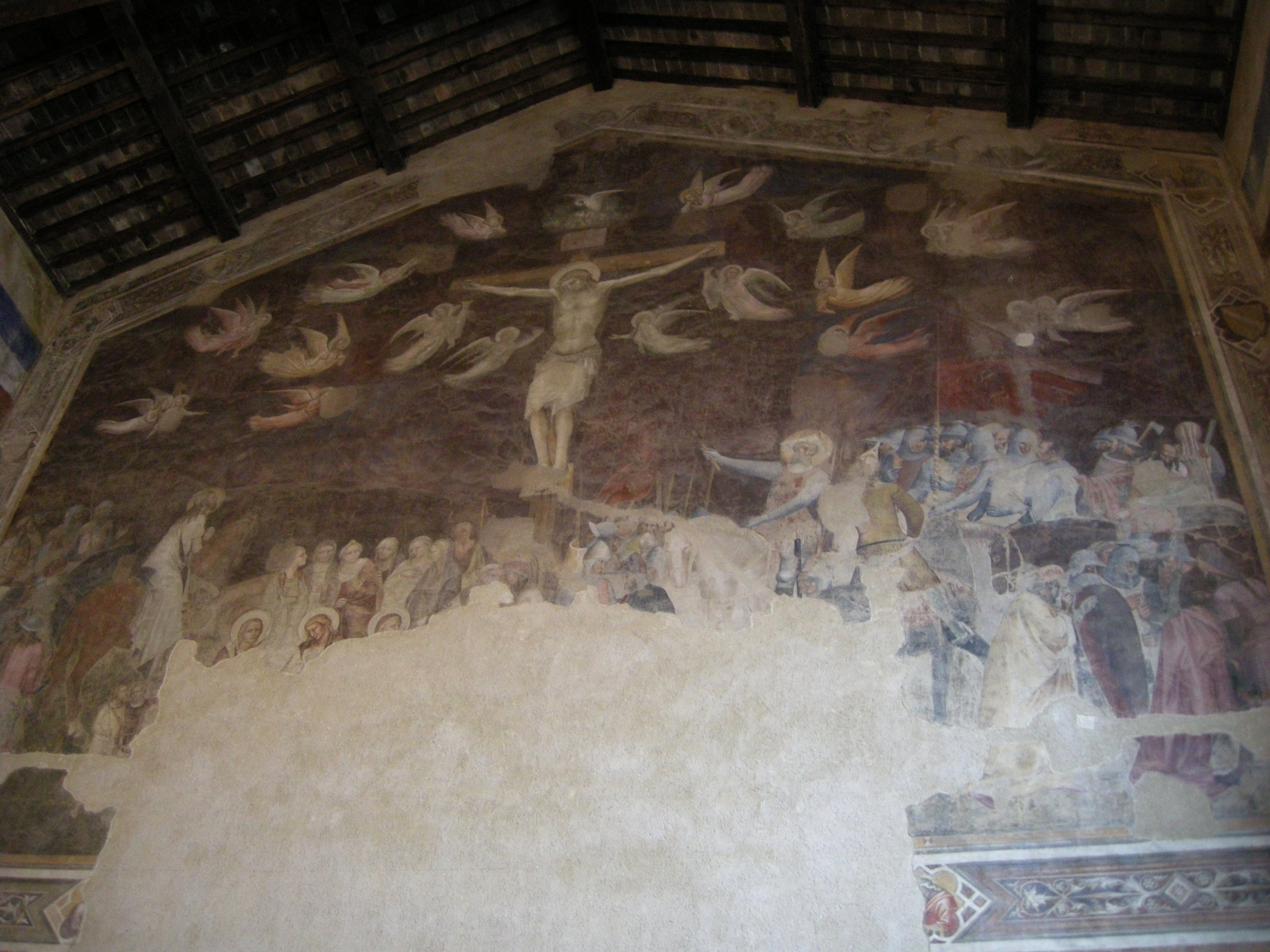
Cenacolo di Santo Spirito, Andrea Orcagna, ca. 1360.

Y con las de otras representaciones de la última cena o del lavatorio (escena evangélica previa, que también transcurre en el cenáculo) en otros periodos de la historia del arte, que comienzan en el arte paleocristiano y con mobiliario "a la romana" (el triclinio), para pasar al mobiliario medieval y moderno (la mesa de tablero rectangular en torno a la que los apóstoles se sientan en bancos o sillas —véase también historia del mueble—). La posición de Cristo pasa de ser un extremo a ser el centro. Igualmente se fueron fijando el resto de las convenciones iconográficas, especialmente la identificación de un apóstol imberbe, inclinado sobre Cristo (Juan, el discípulo amado), mientras que otro se suele separar del grupo (Judas, en algunos casos junto a un perro que roe un hueso —símbolo de su posesión por Satán—).
Paleocristiano, Bizantino, Prerrománico, Rómánico y Gótico

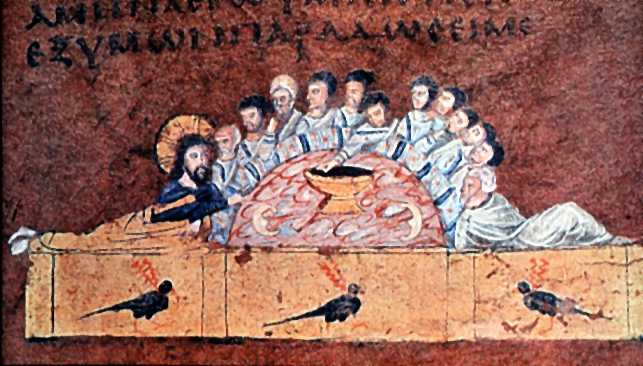
Codex Rossanensis (manuscrito iluminado bizantino del siglo VI).
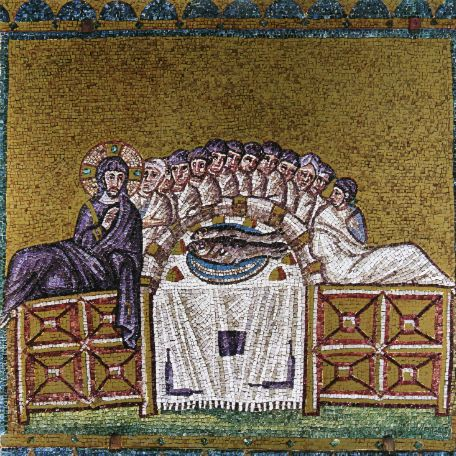
Mosaico de la basílica de San Apolinar el Nuevo de Rávena (siglo VI, bizantino).
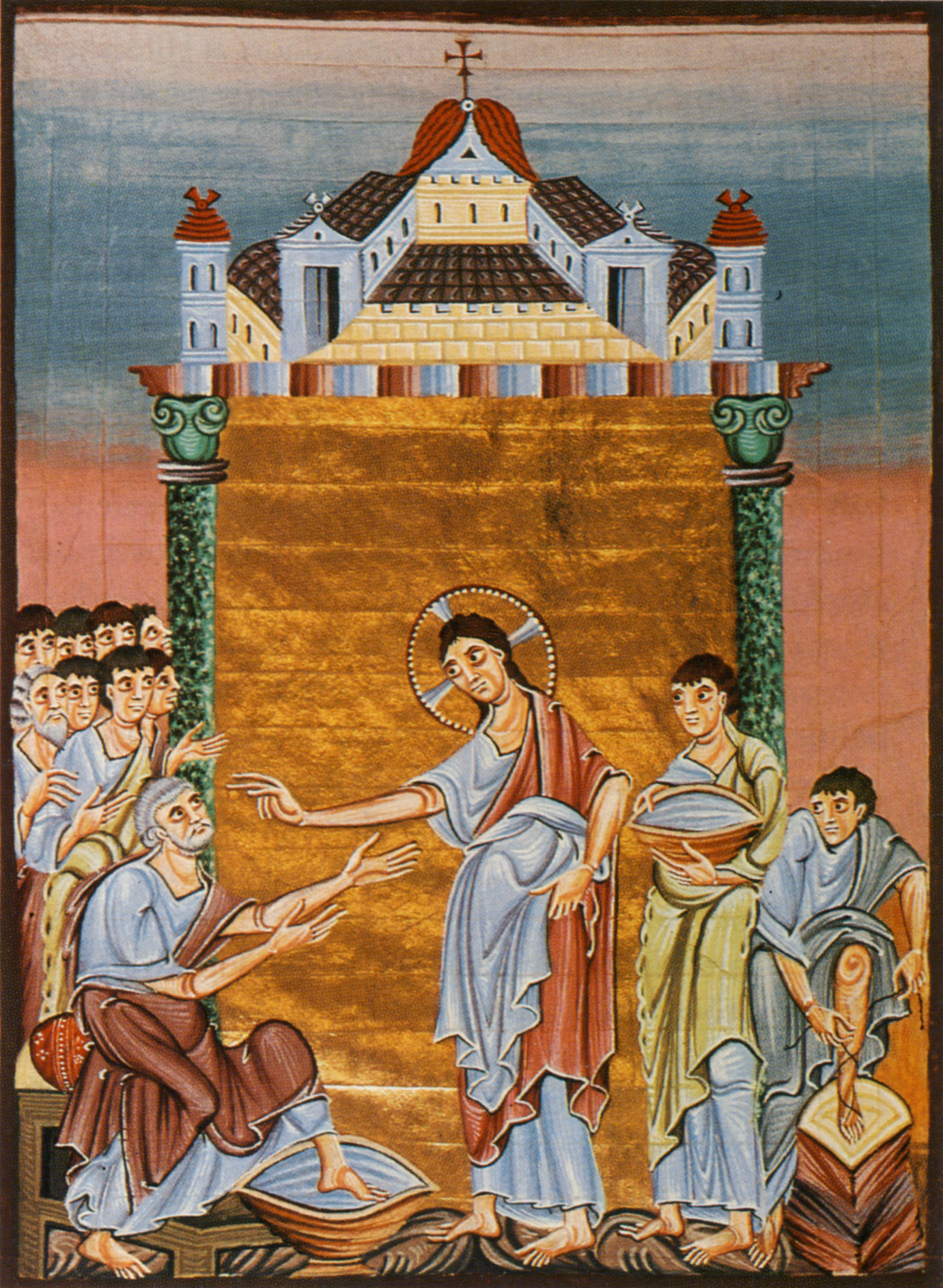
Evangeliario de Otón III (ca. 1000, prerrománico -otoniano-).
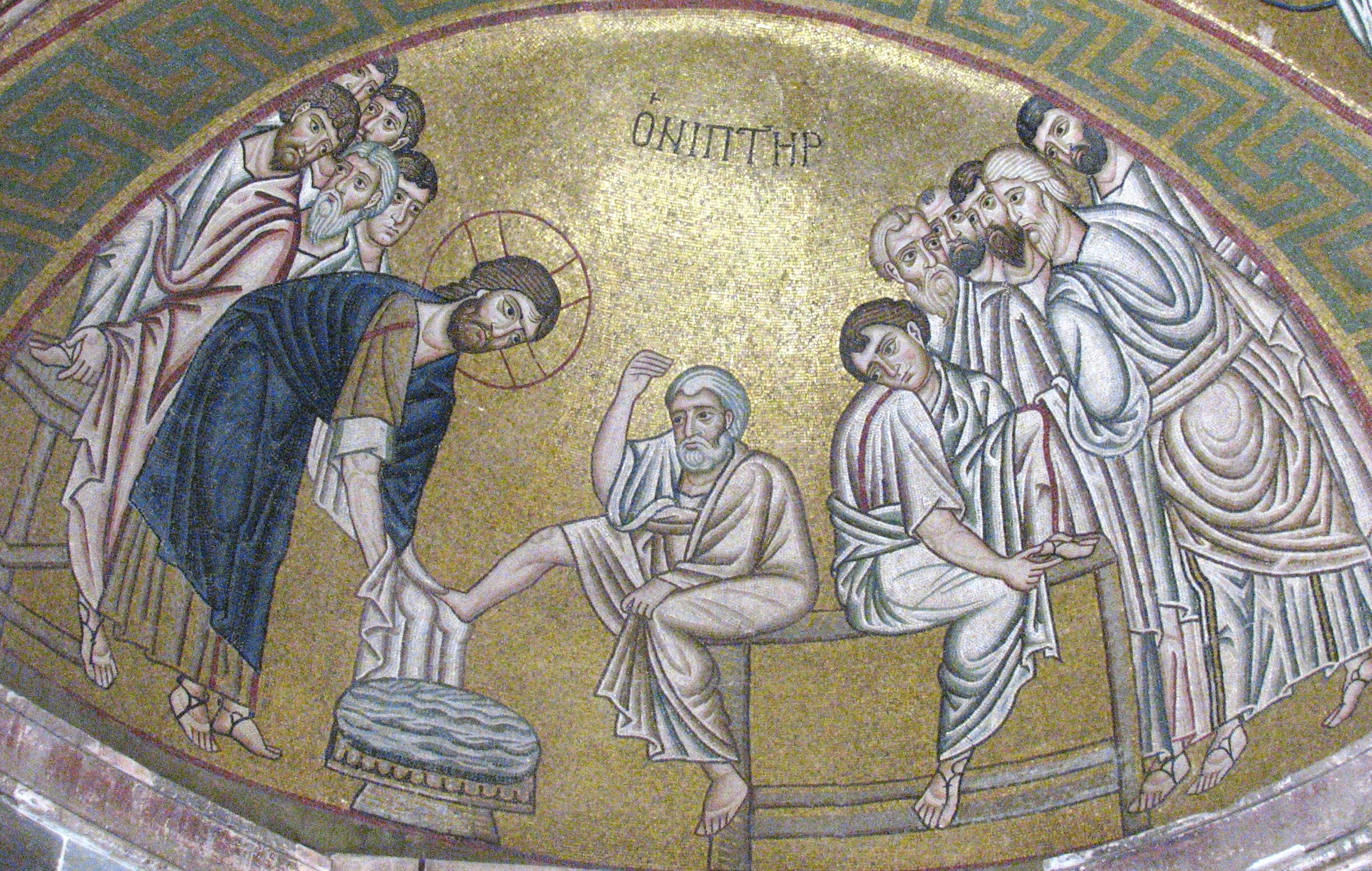
Mosaico del monasterio de Osios Loukás (siglo XI, bizantino) con la escena del lavatorio.
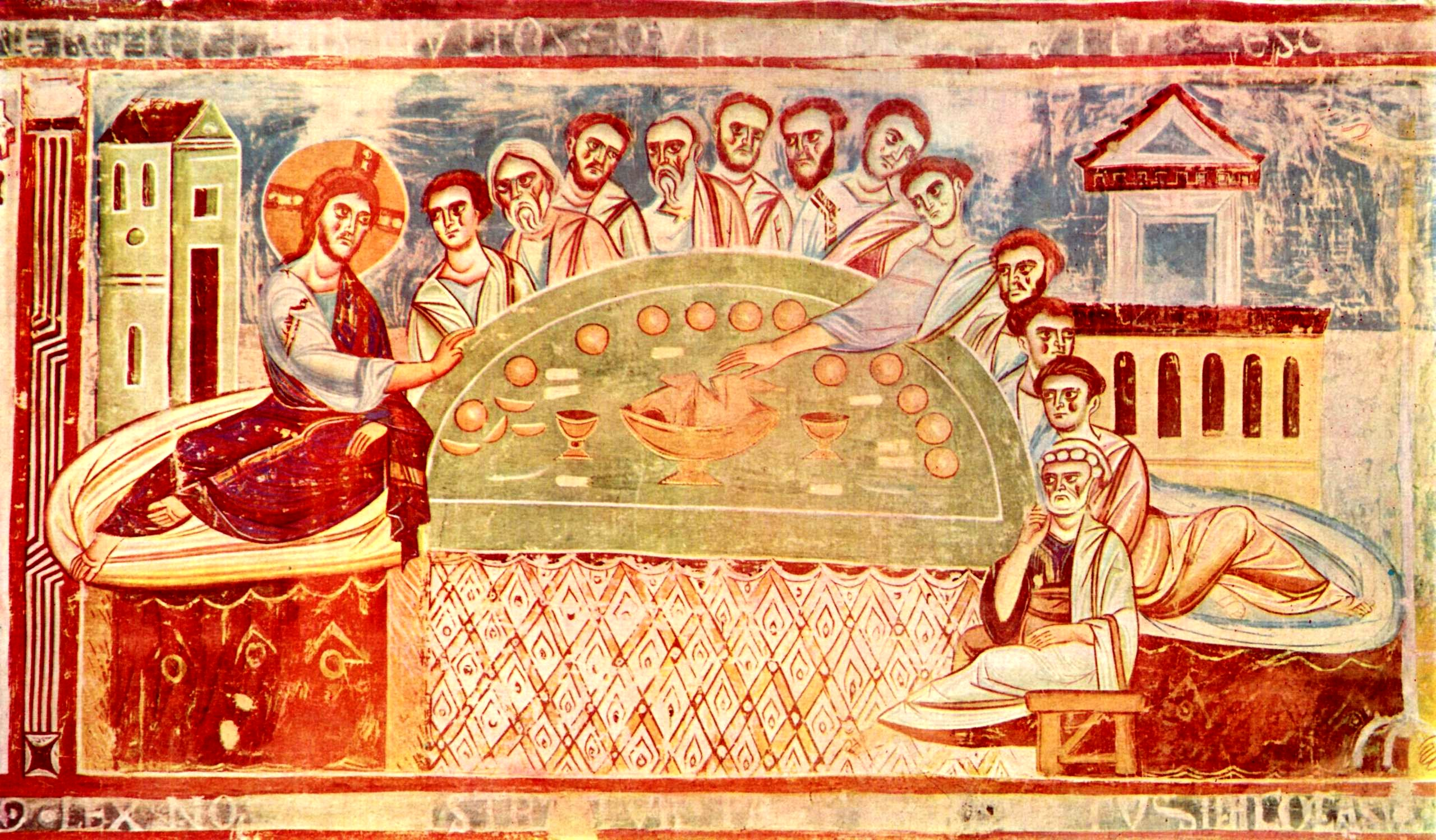
Fresco de Sant'Angelo in Formis (ca. 1100, maestro italo-bizantino de la escuela de Monte Cassino).
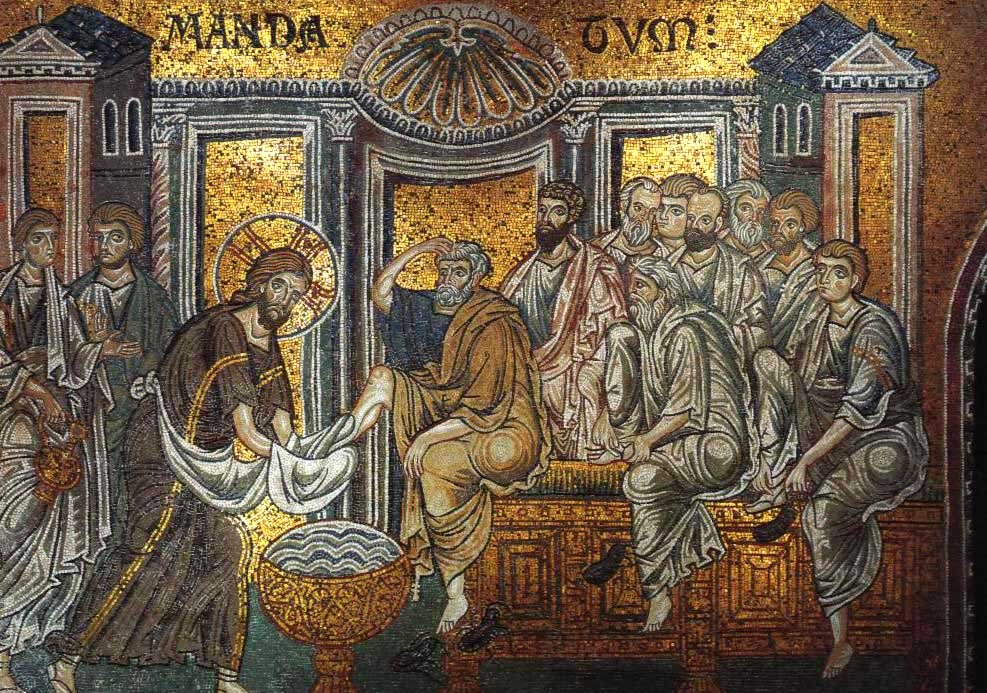
Mosaico de la catedral de Monreale (siglo XII, arte árabe-normando-bizantino) con la escena del lavatorio.
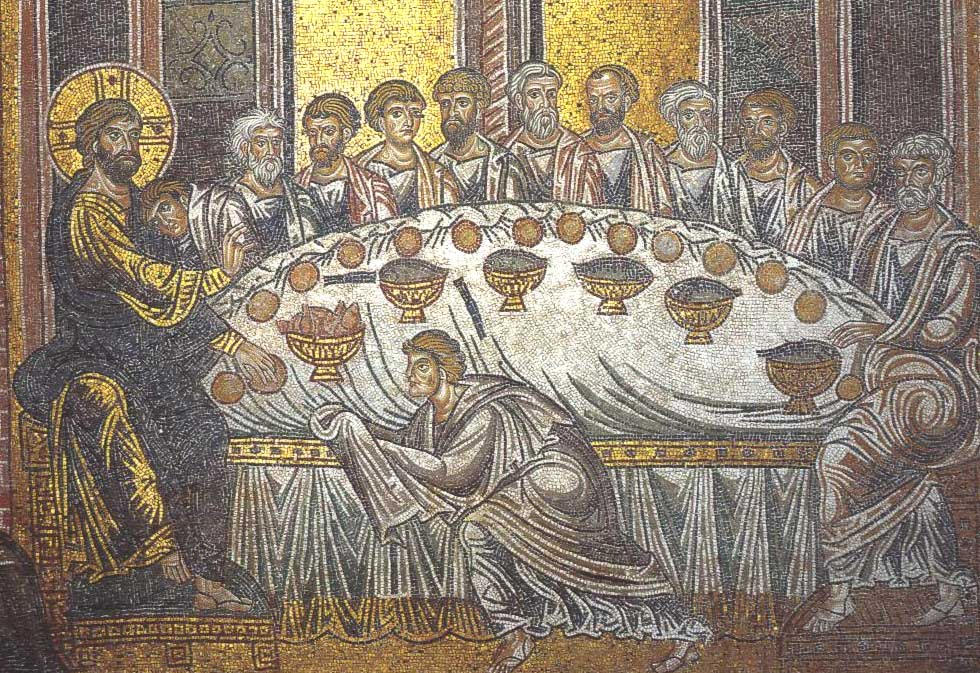
Ídem, con la escena de la última cena.
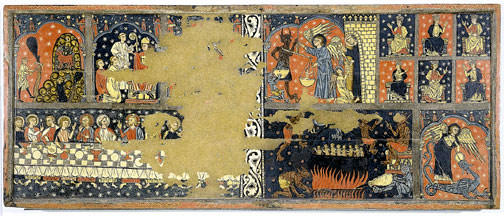
Frontal de San Miguel (Maestro de Soriguerola, siglo XIII).
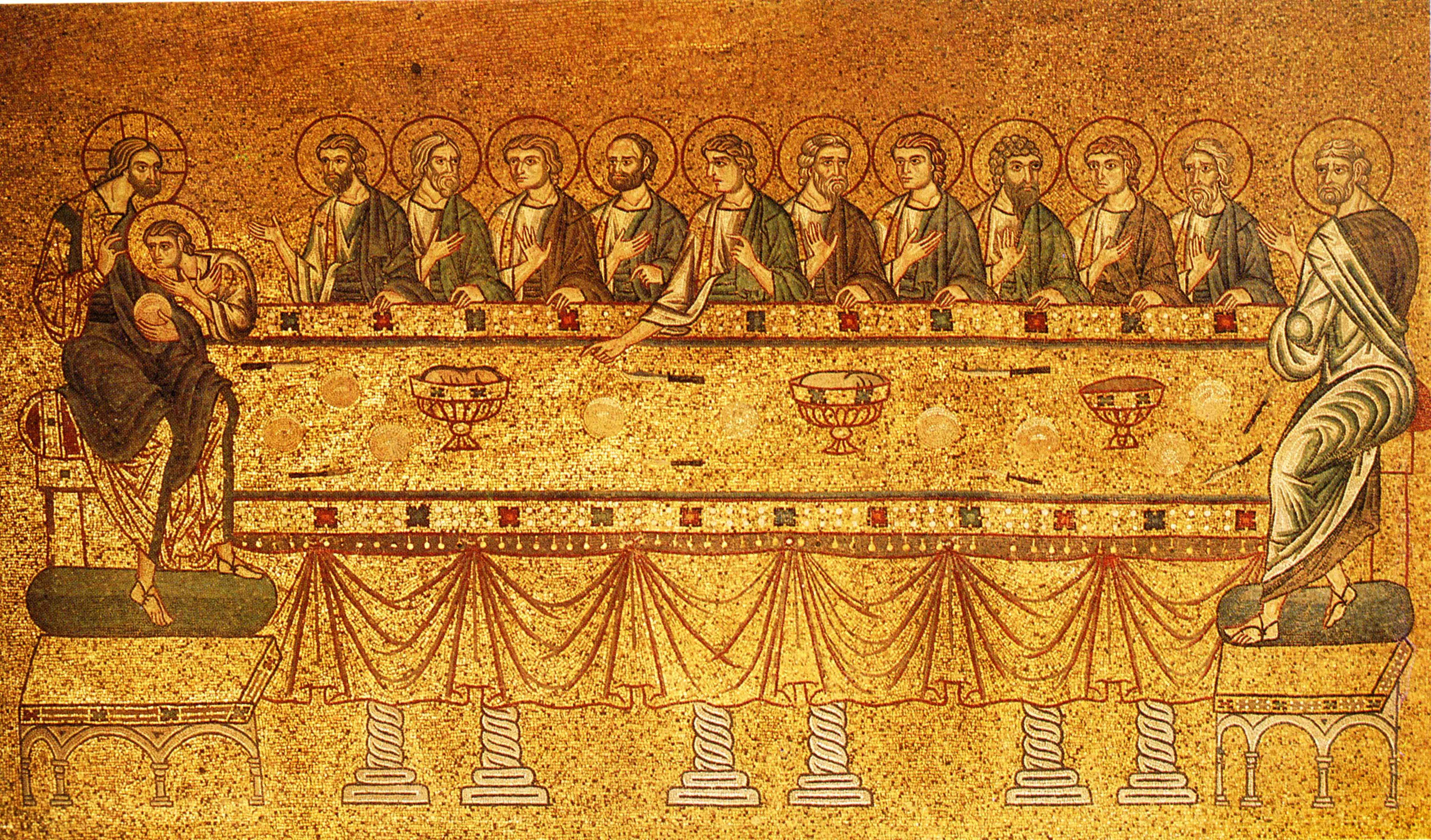
Mosaico de la basílica de San Marcos, Venecia, siglo XIII (Duecento).
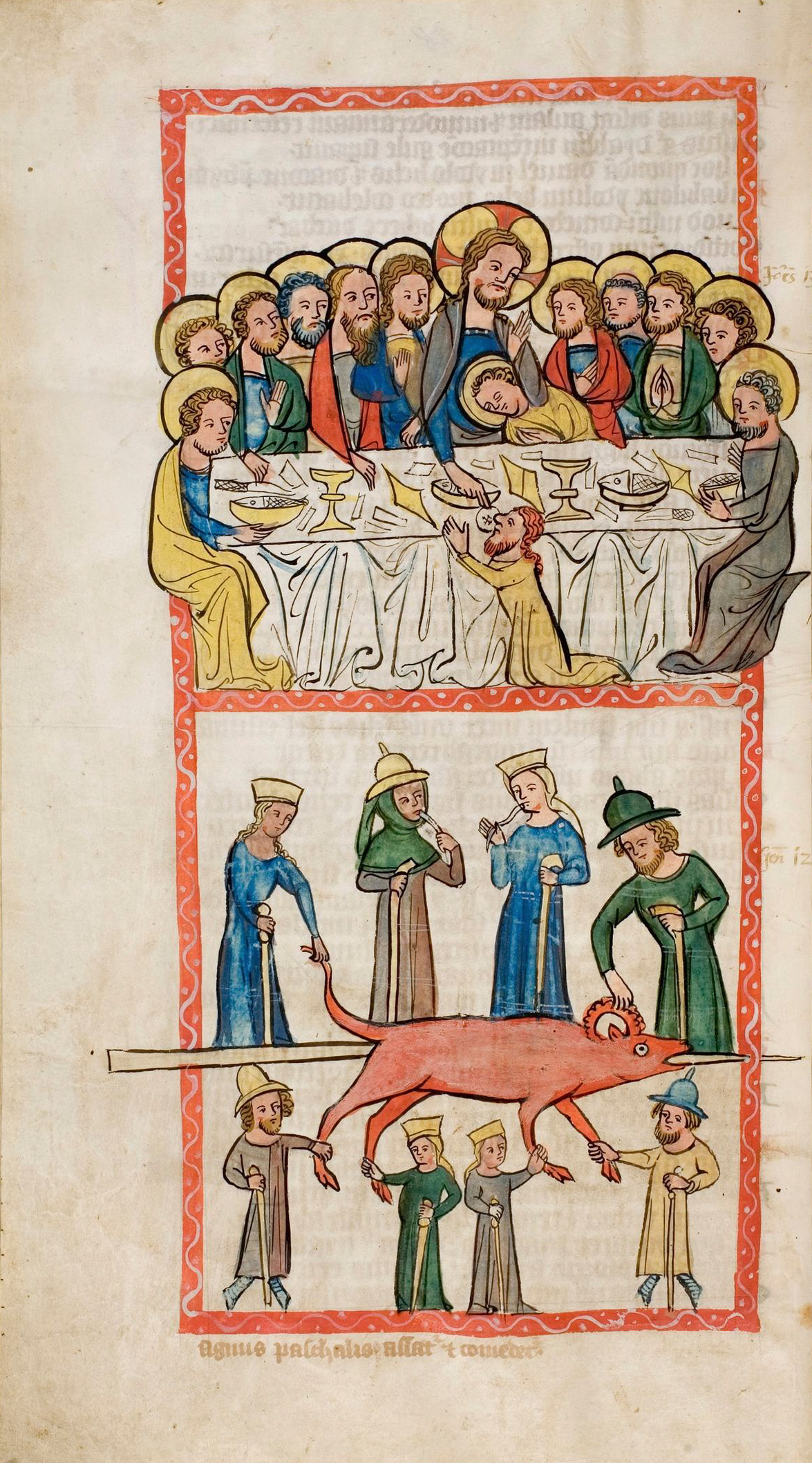
Speculum humanae salvationis, 1360.

Pre-renacimiento, Renacimiento y Manierismo

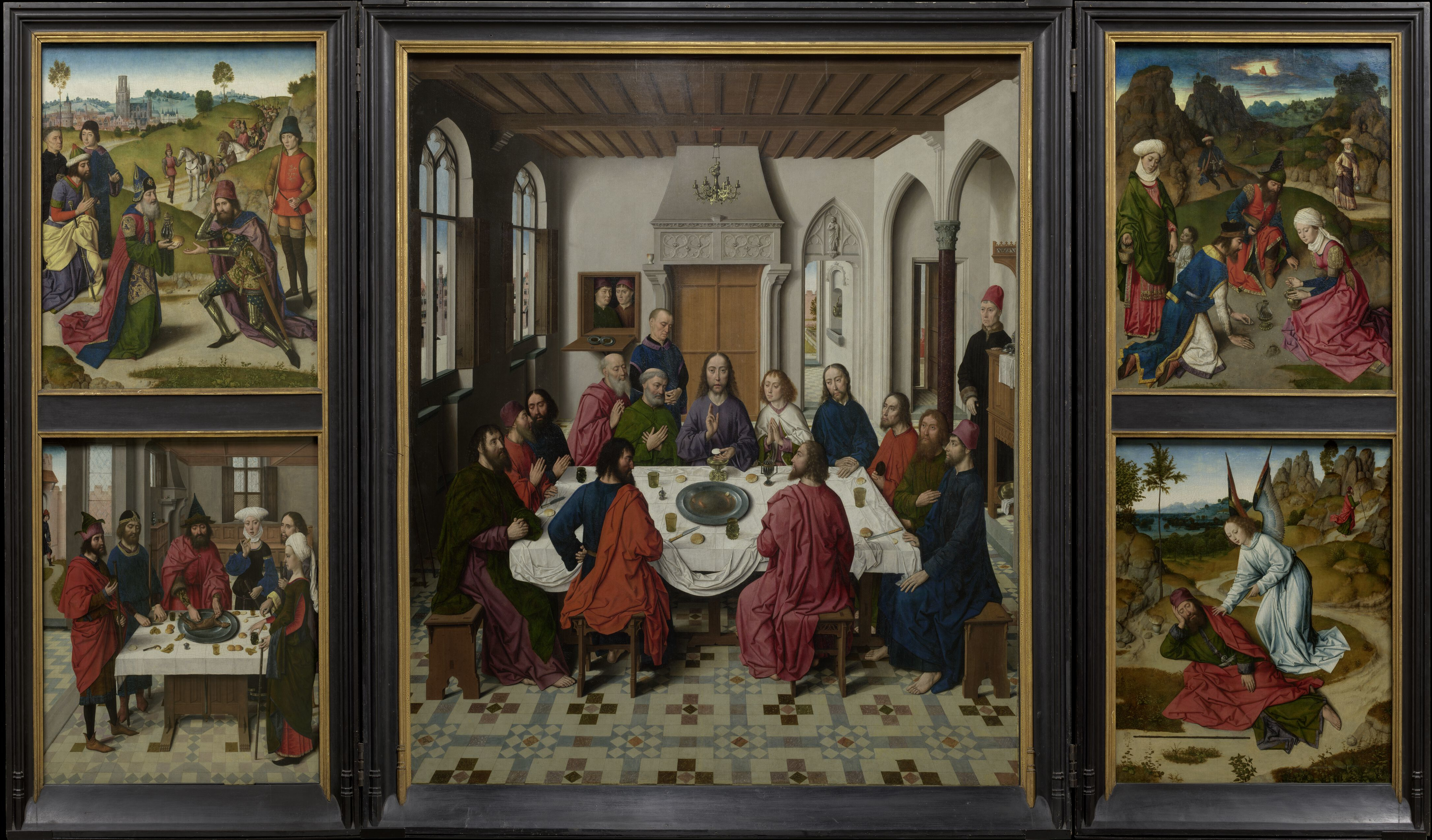
Tríptico La Última Cena, de Dirk Bouts (1464-1467, primitivos flamencos).
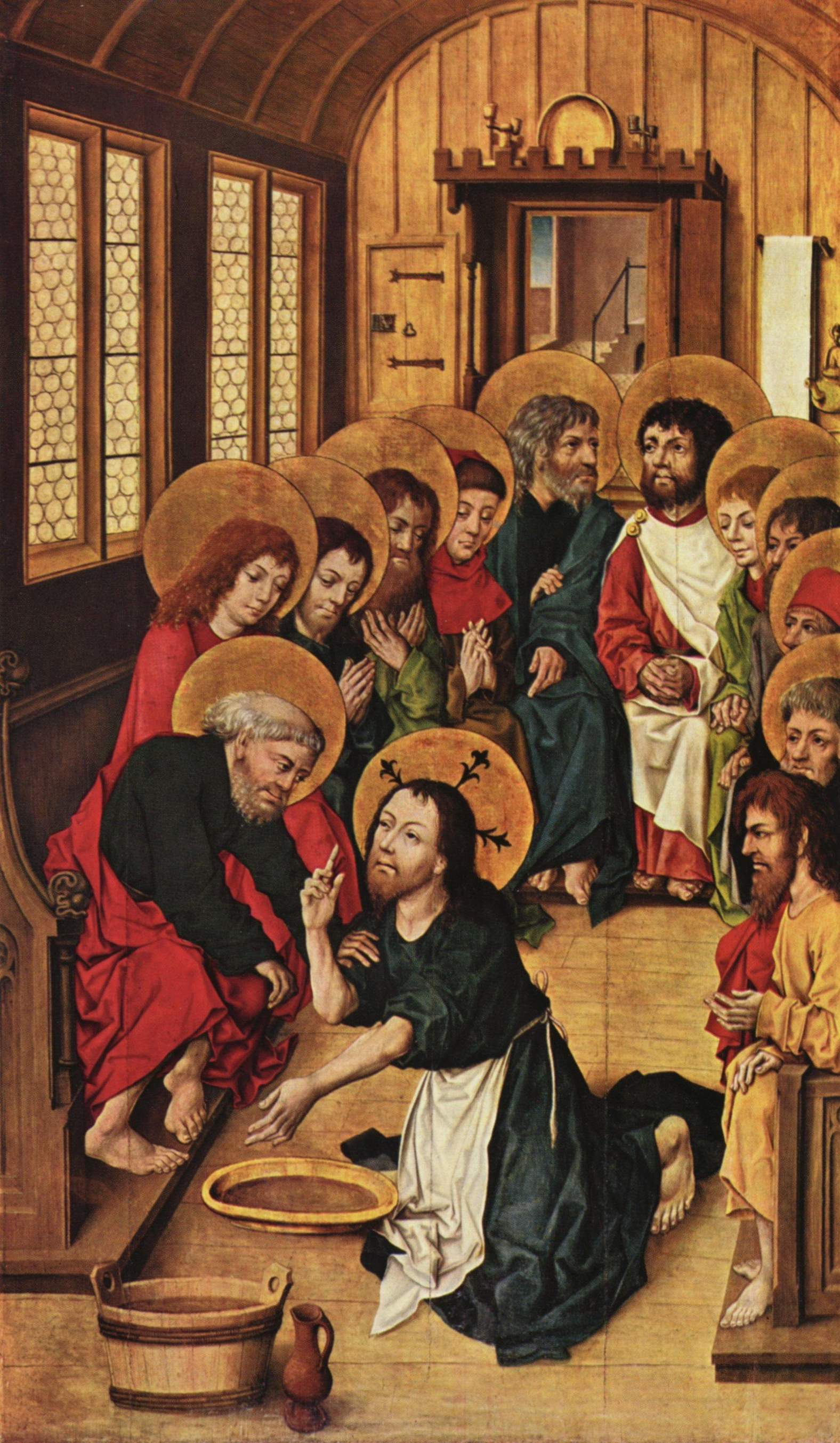
Tabla del llamado Meister des Hausbuches (Maestro del Libro de Casa) o Maestro del gabinete de Ámsterdam (1475, Sur de Alemania).
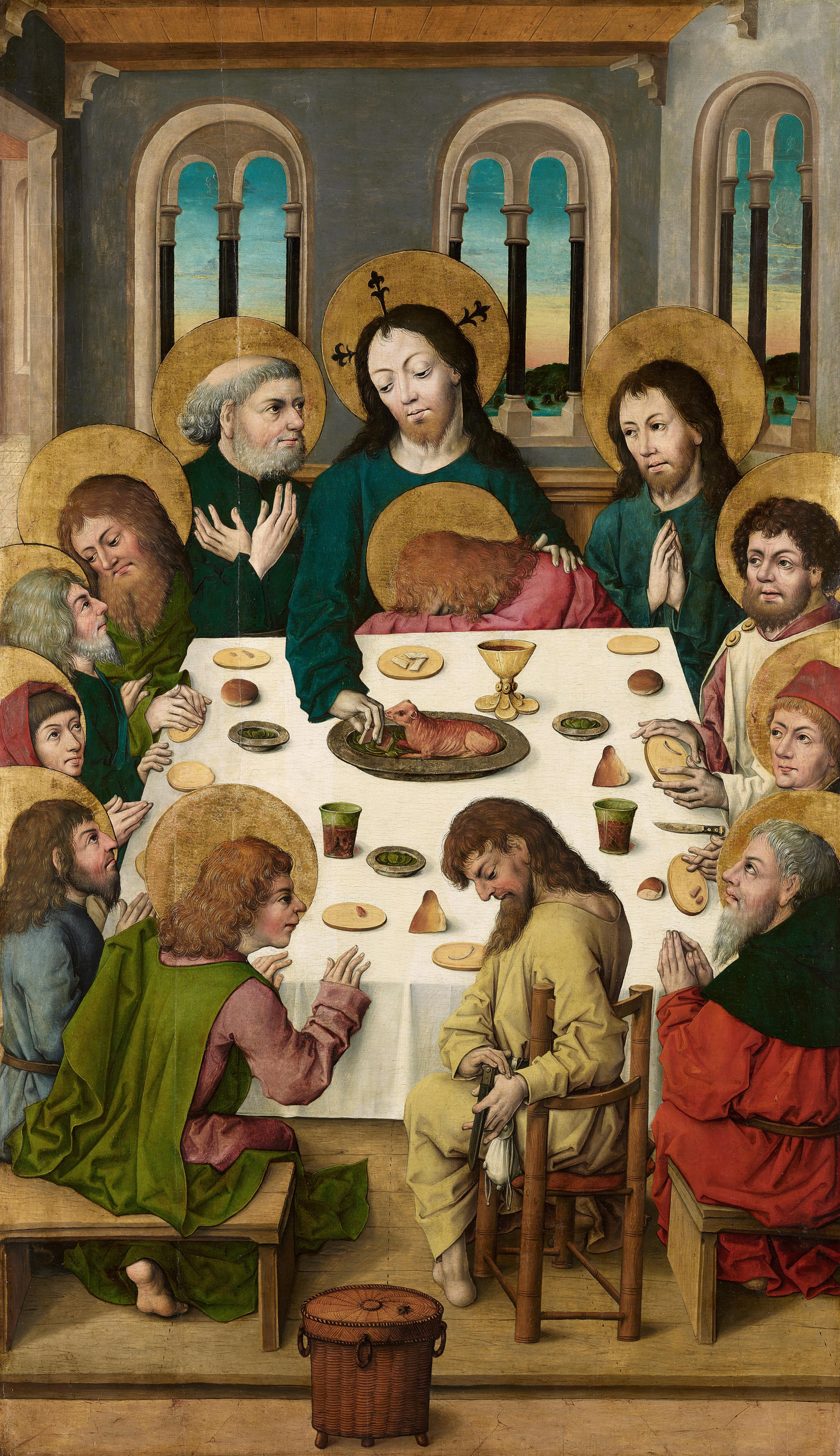
Ídem.
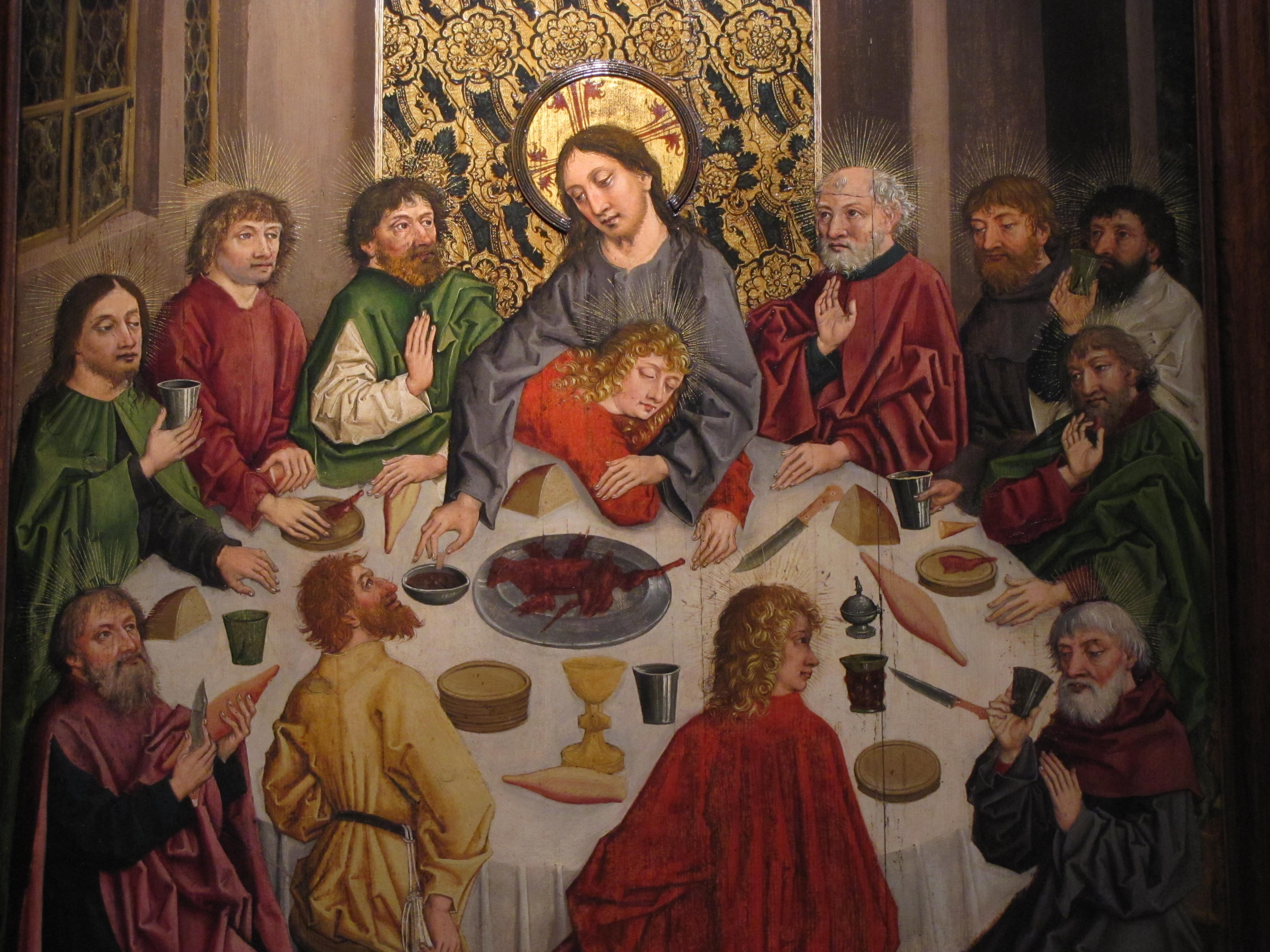
Retablo de Saint-Pierre-le-Vieux (Estrasburgo), 1485.
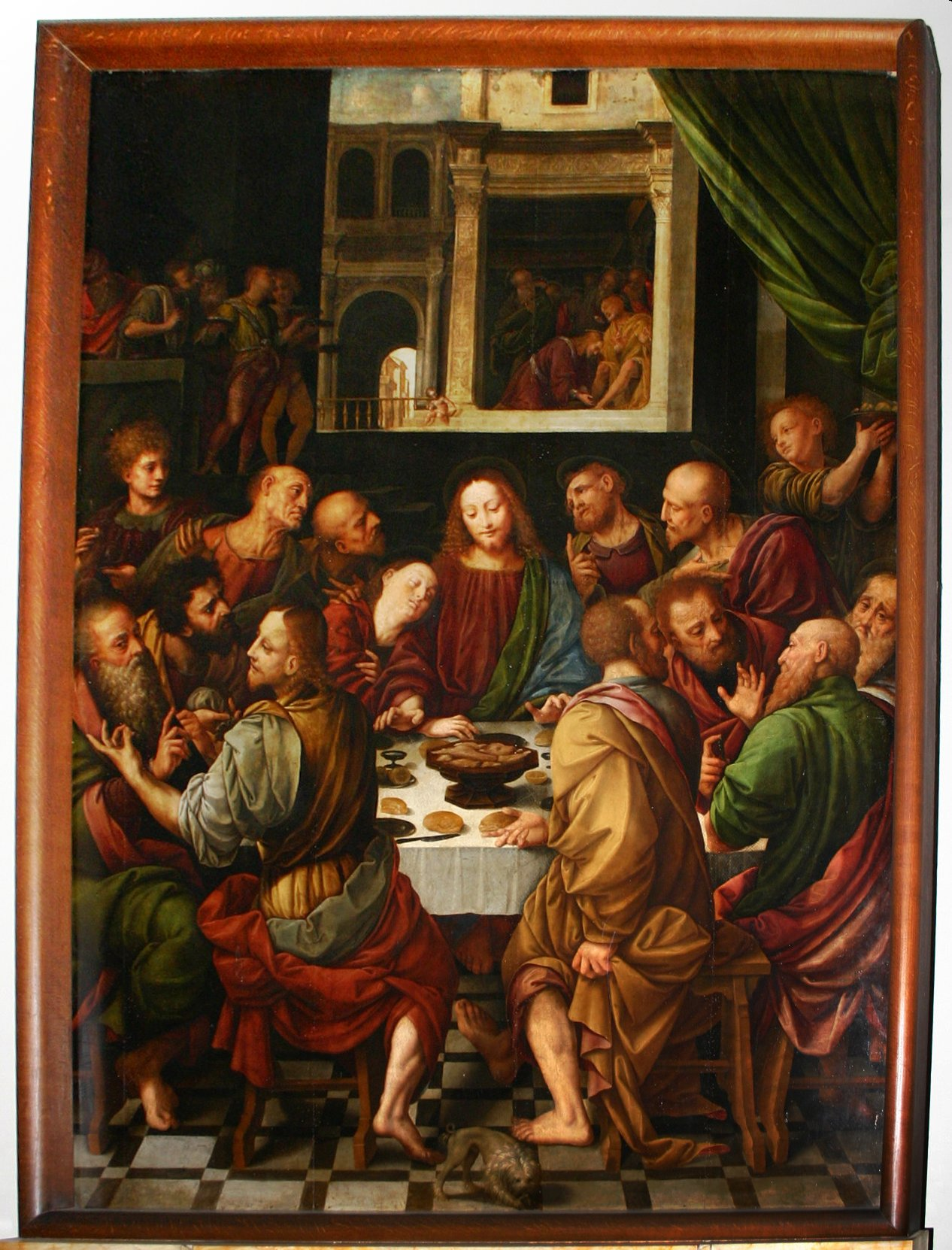
Bernardino Lanino (mediados del siglo XVI).
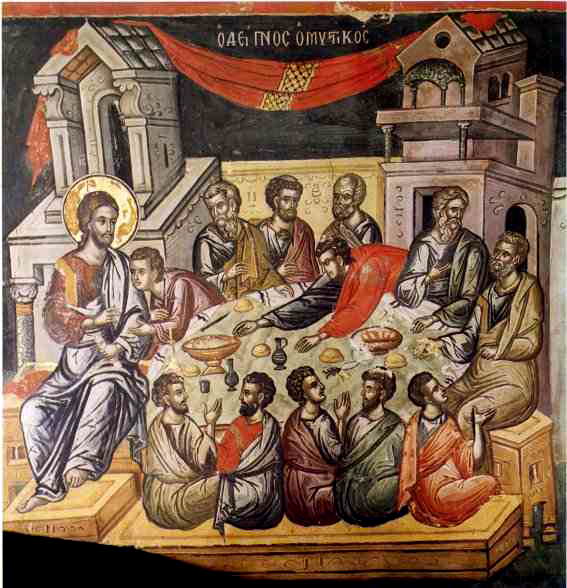
Teófanes de Creta, siglo XVI.
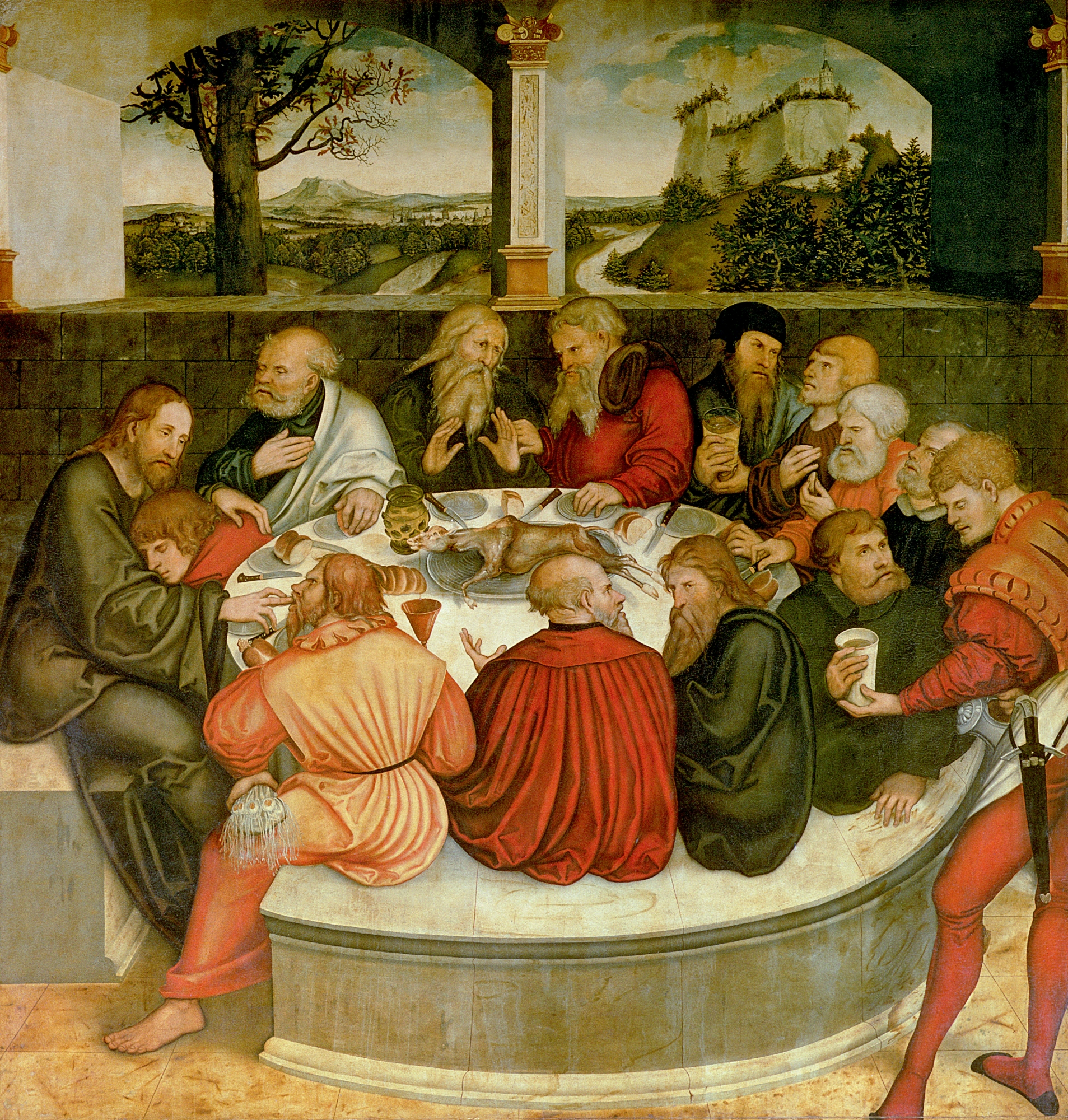
Lucas Cranach el Viejo, 1547 (panel central del retablo de la Iglesia de Santa María de Wittenberg, Alemania).
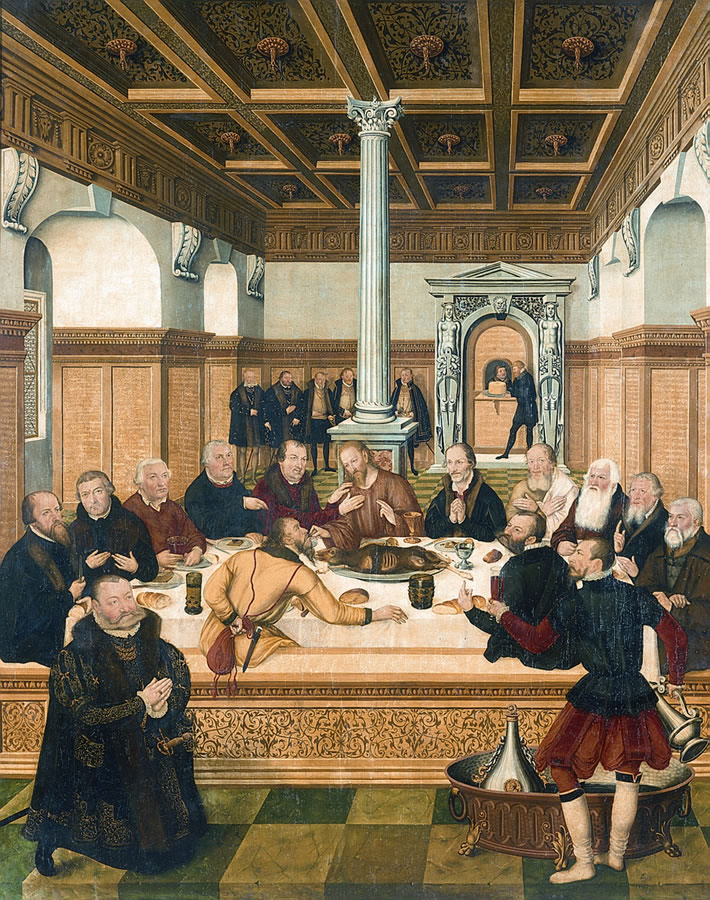
La Última Cena, de Lucas Cranach el Joven, 1565 (representa a los apóstoles con los rostros de los principales líderes de la Reforma protestante, y al elector de Sajonia en posición orante).
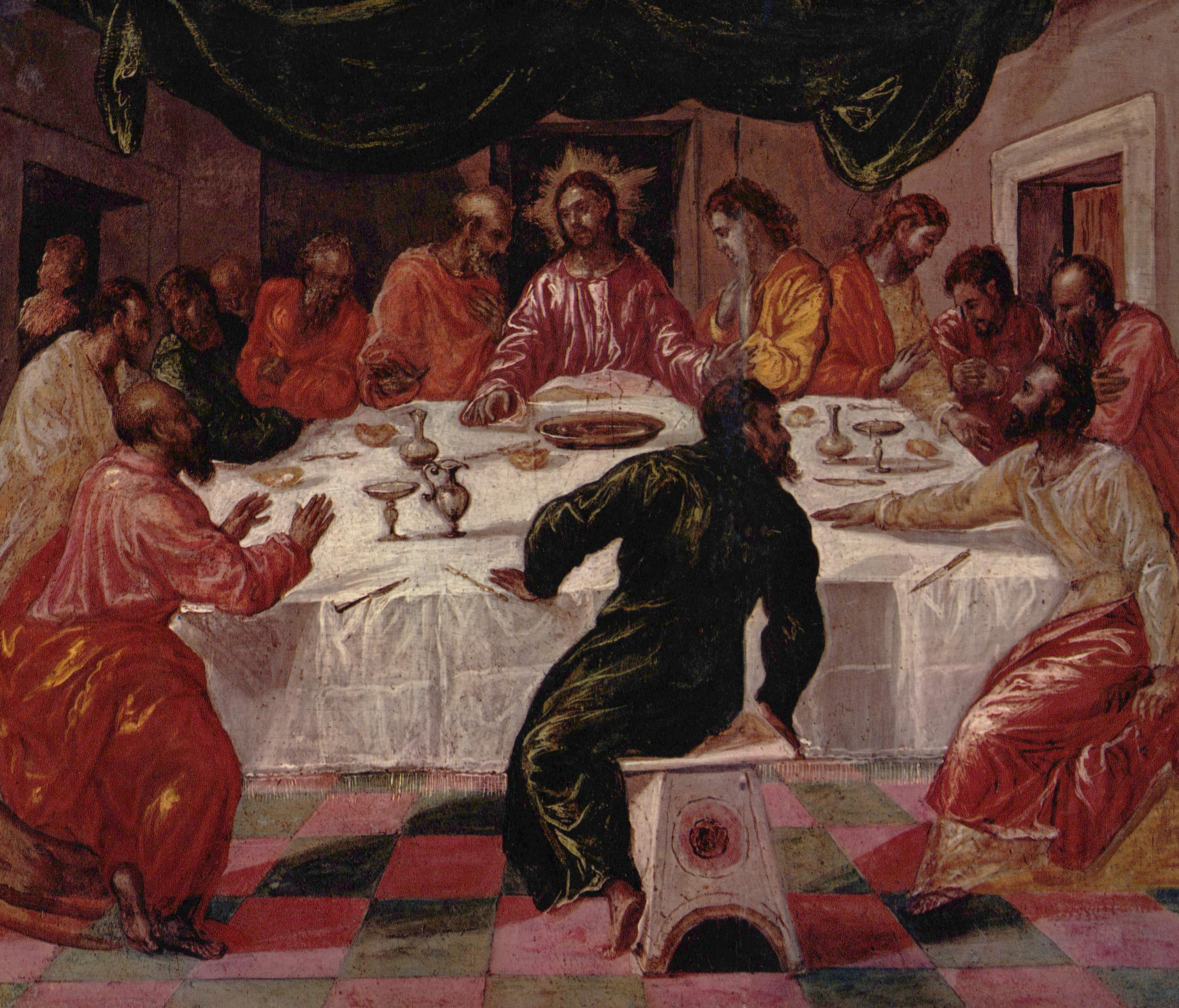
La última cena, del Greco (1568, en la fase italiana de este pintor de origen cretense).
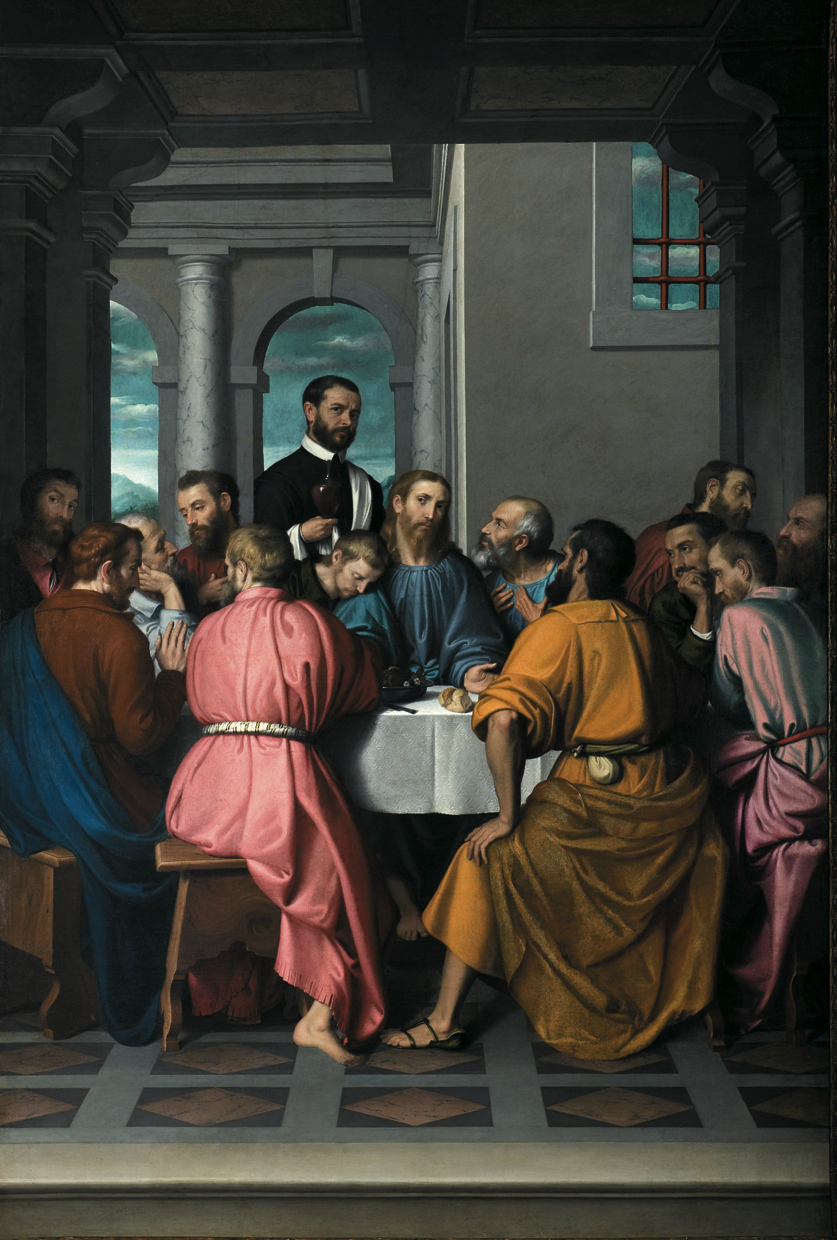
Giovanni Battista Moroni, 1569.
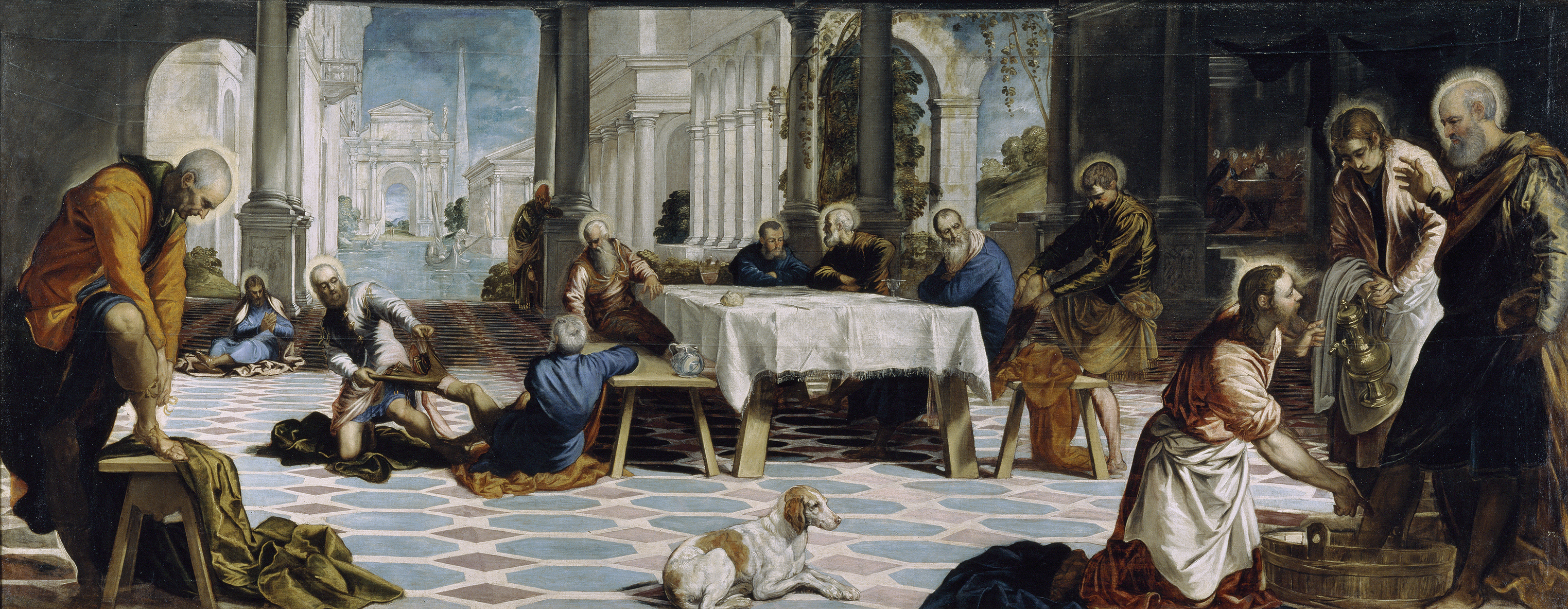
El Lavatorio, de Tintoretto (1548-1549, Manierismo).
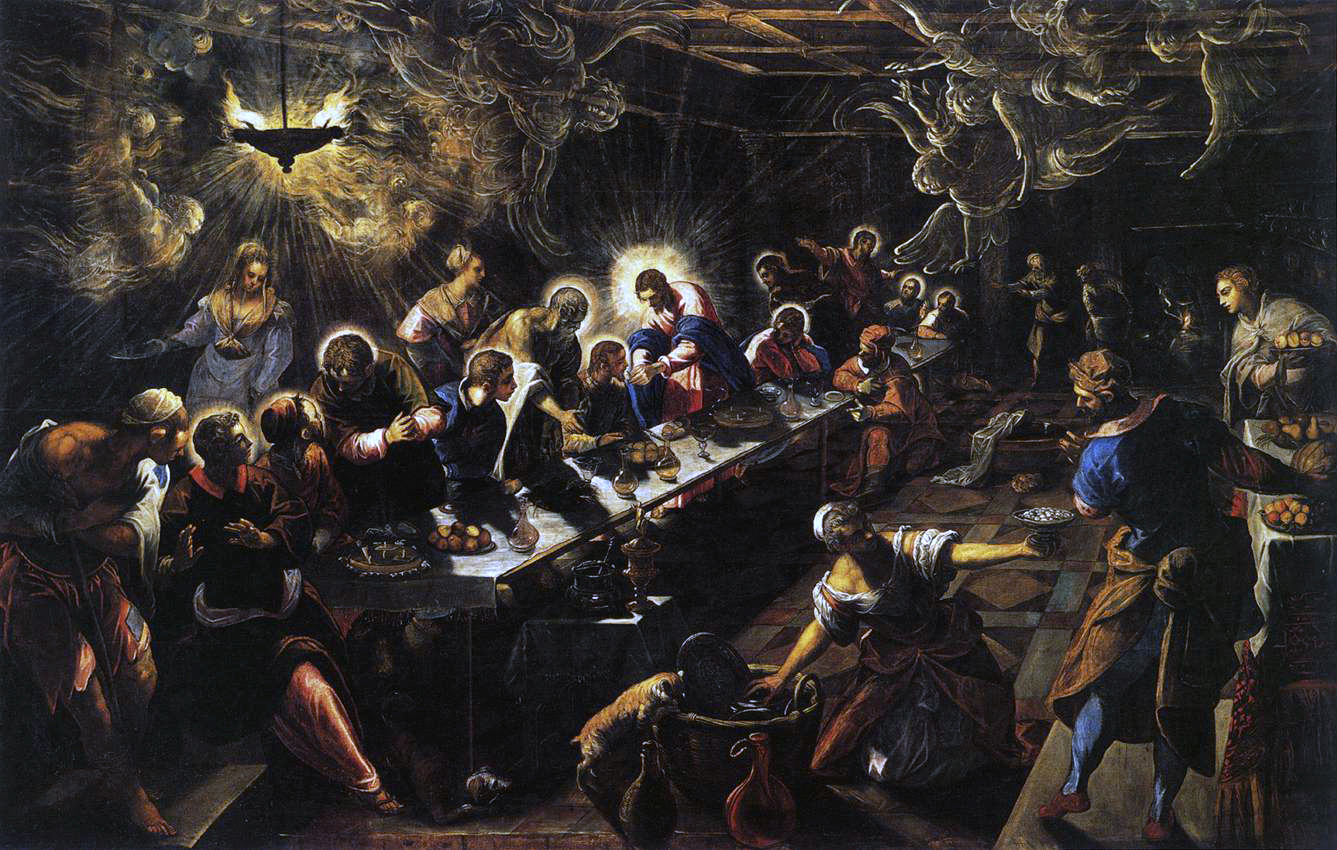
La Última Cena, de Tintoretto (1592-1594). Hay varias versiones del mismo tema por el mismo autor ().
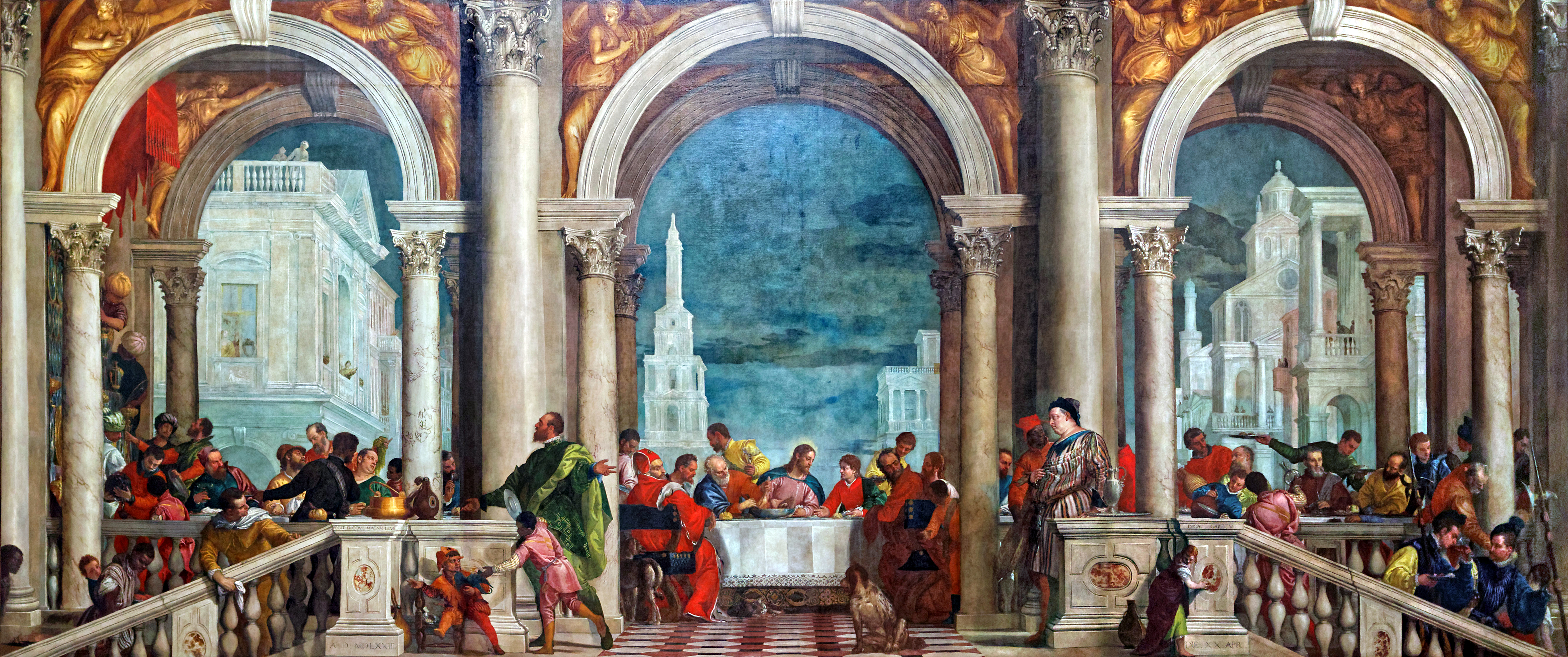
Cena en casa de Leví, del Veronés, 1573 (inicialmente una sagrada cena muy libremente tratada, que hubo que redenominar por cuestiones teológicas, en el contexto de la Contrarreforma).

Barroco y Edad Contemporánea

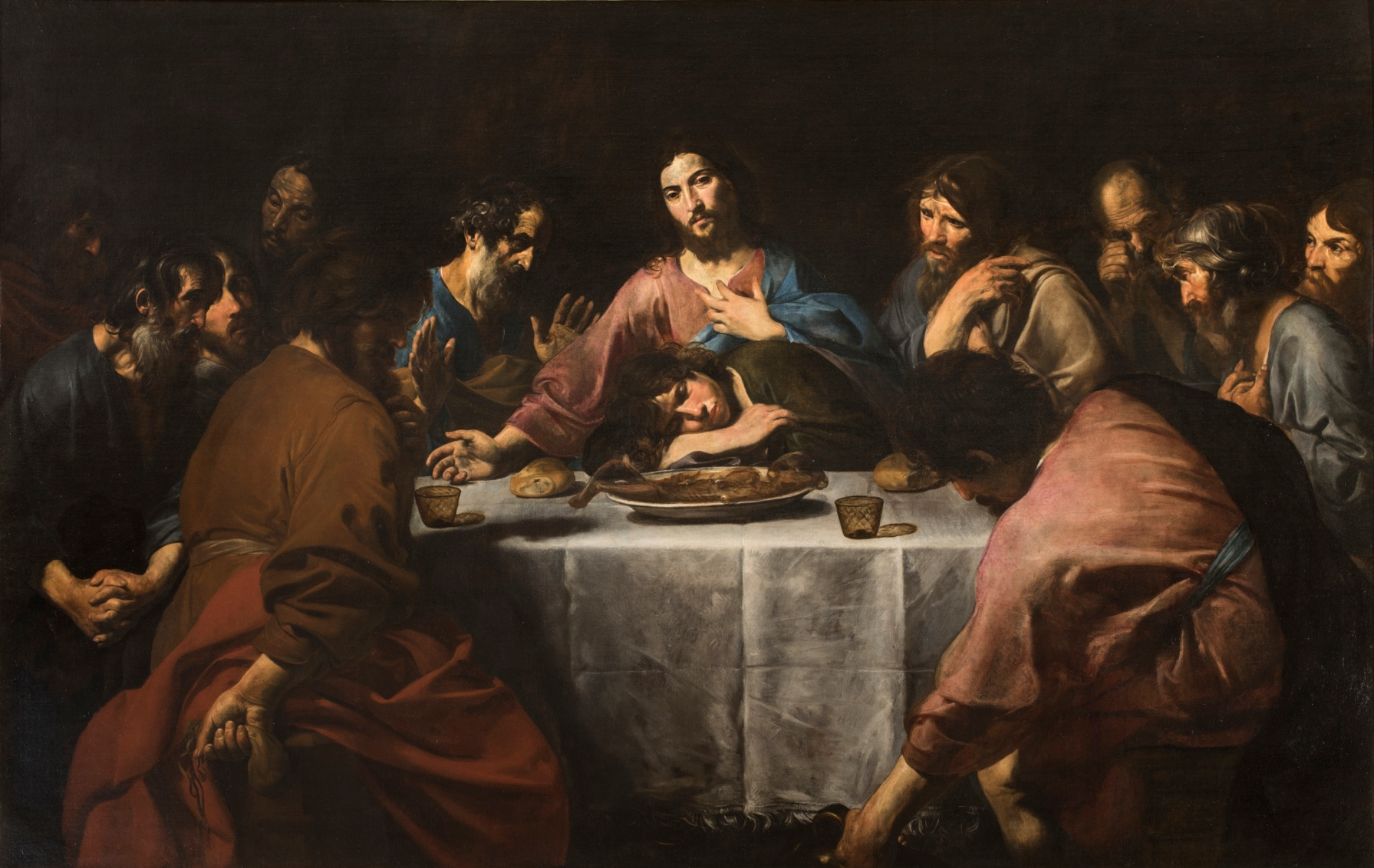
Valentin de Boulogne, 1625-1626.
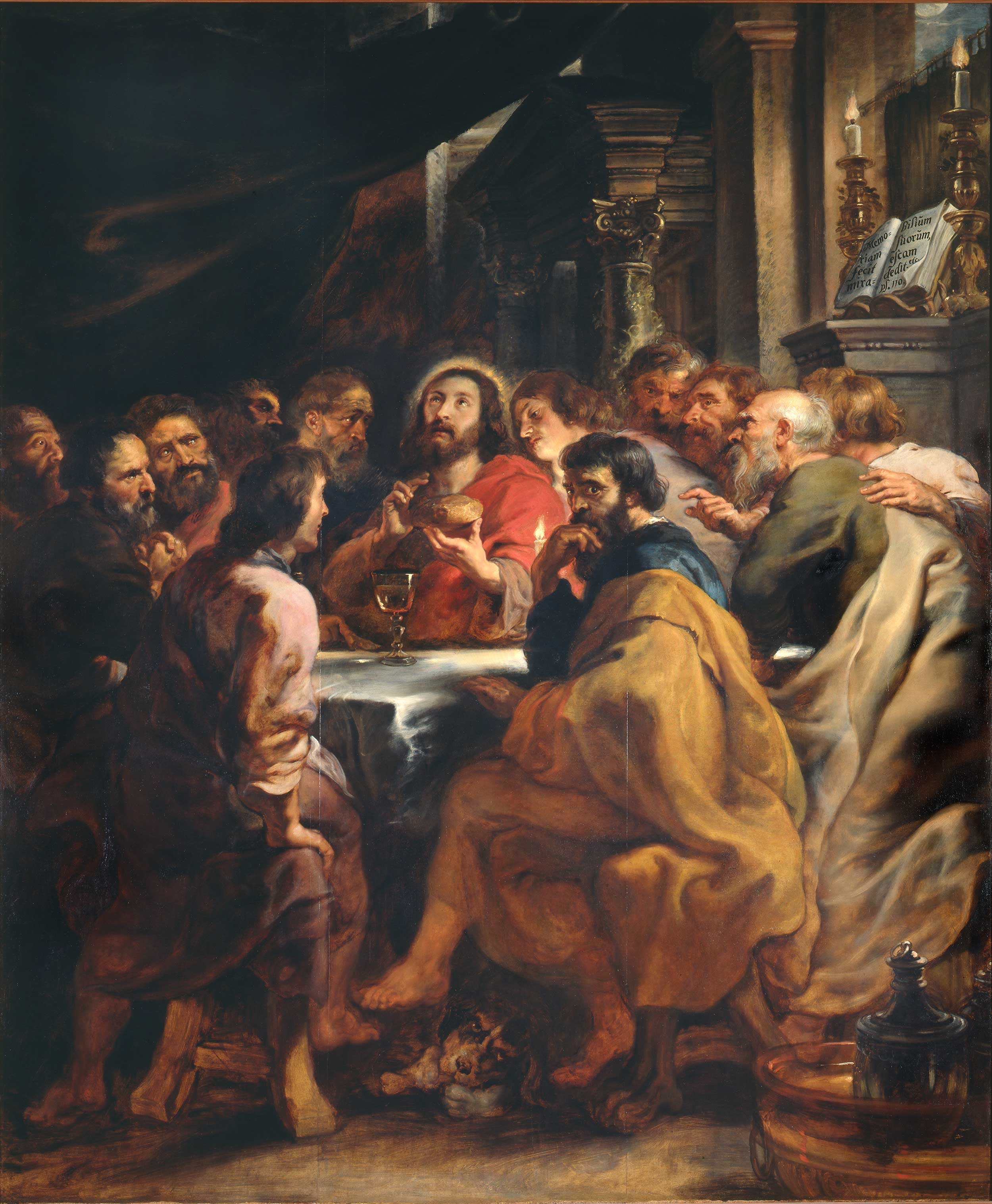
Rubens, 1631-1632.
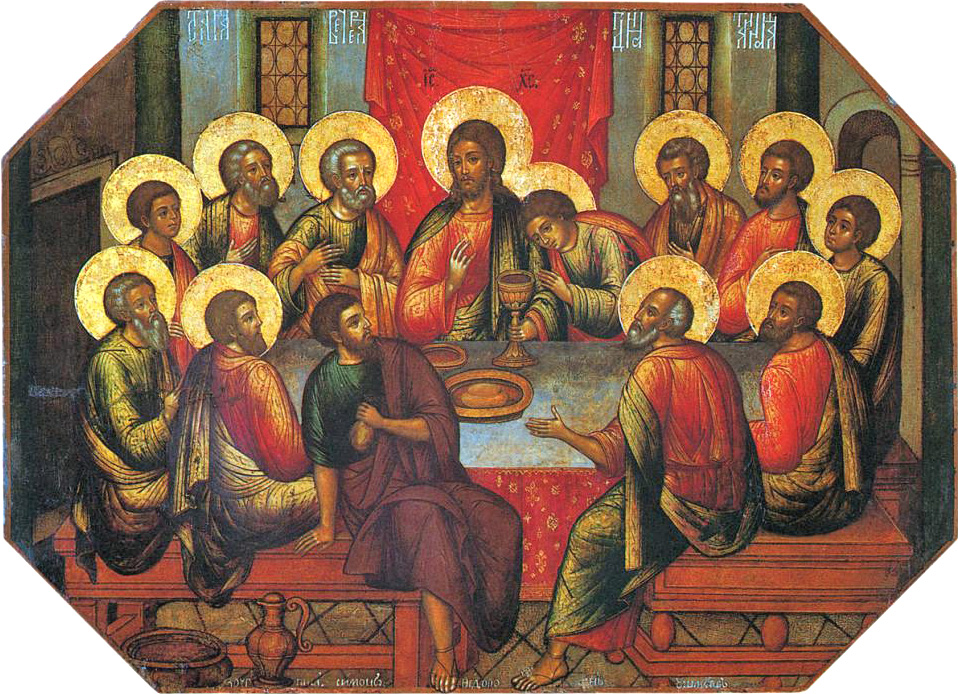
Simon Ushakov, 1685.
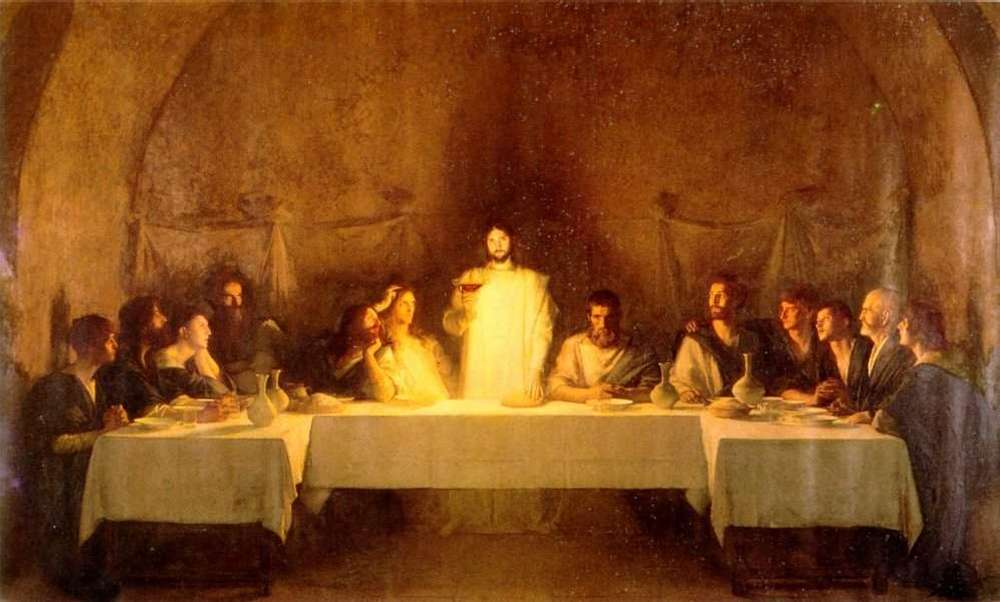
Pascal Dagnan-Bouveret (siglo XIX).
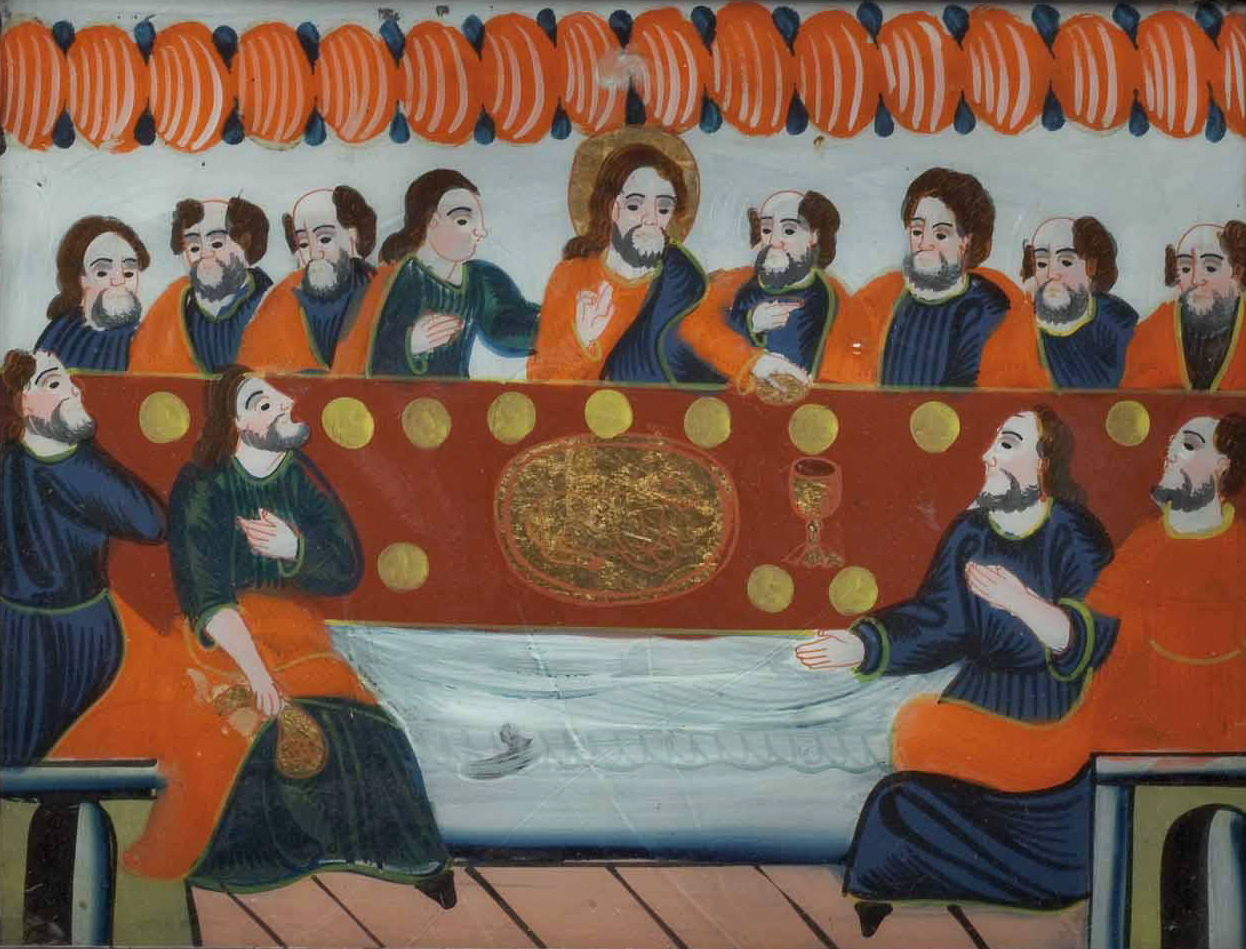
Arte religioso popular (Sandl, siglo XIX). La ingenuidad de la perspectiva remarca la circularidad y singularidad de los platos (u hostias) sobre una mesa "a vista de pájaro", a diferencia del cáliz y los comensales.
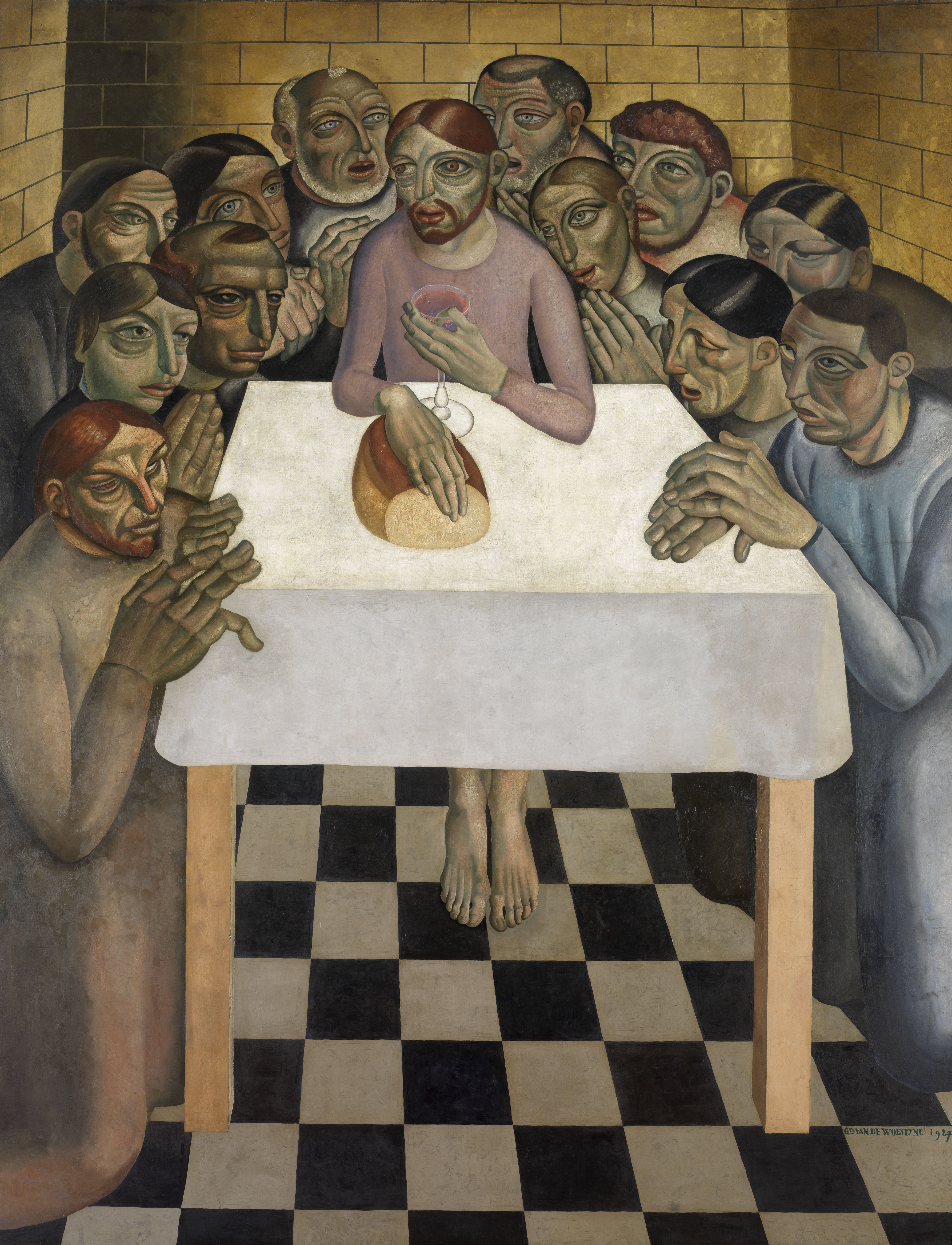
Gustave Van de Woestyne, 1927

## En la cultura popular
En Viridiana, película dirigida por Luis Buñuel, se muestra una representación de la Última Cena, personificada por doce personajes que posan para una foto en el interior de una casa.

### En español
- Enciclopedia Católica, La última cena.

### En inglés
- A Different Da Vinci Code The missing pieces of Leonardo's puzzle point to plain and simple Hermeticism (altreligion.about.com article).
- Was the "Last Supper" the Passover Meal?
- The Last Supper interpreted by 7 Artists
- The Last Supper (Virtual Tour and super high resolution image)
- Passover observance for New Covenant Christians Archivado el 18 de enero de 2010 en Wayback Machine.
- The Soteriologic Significance of the Last Supper
- Jewish Encyclopedia: Jesus: The Last Supper

- Datos: Q51633
- Multimedia: Last Supper / Q51633